# المسيحية في تايلاند

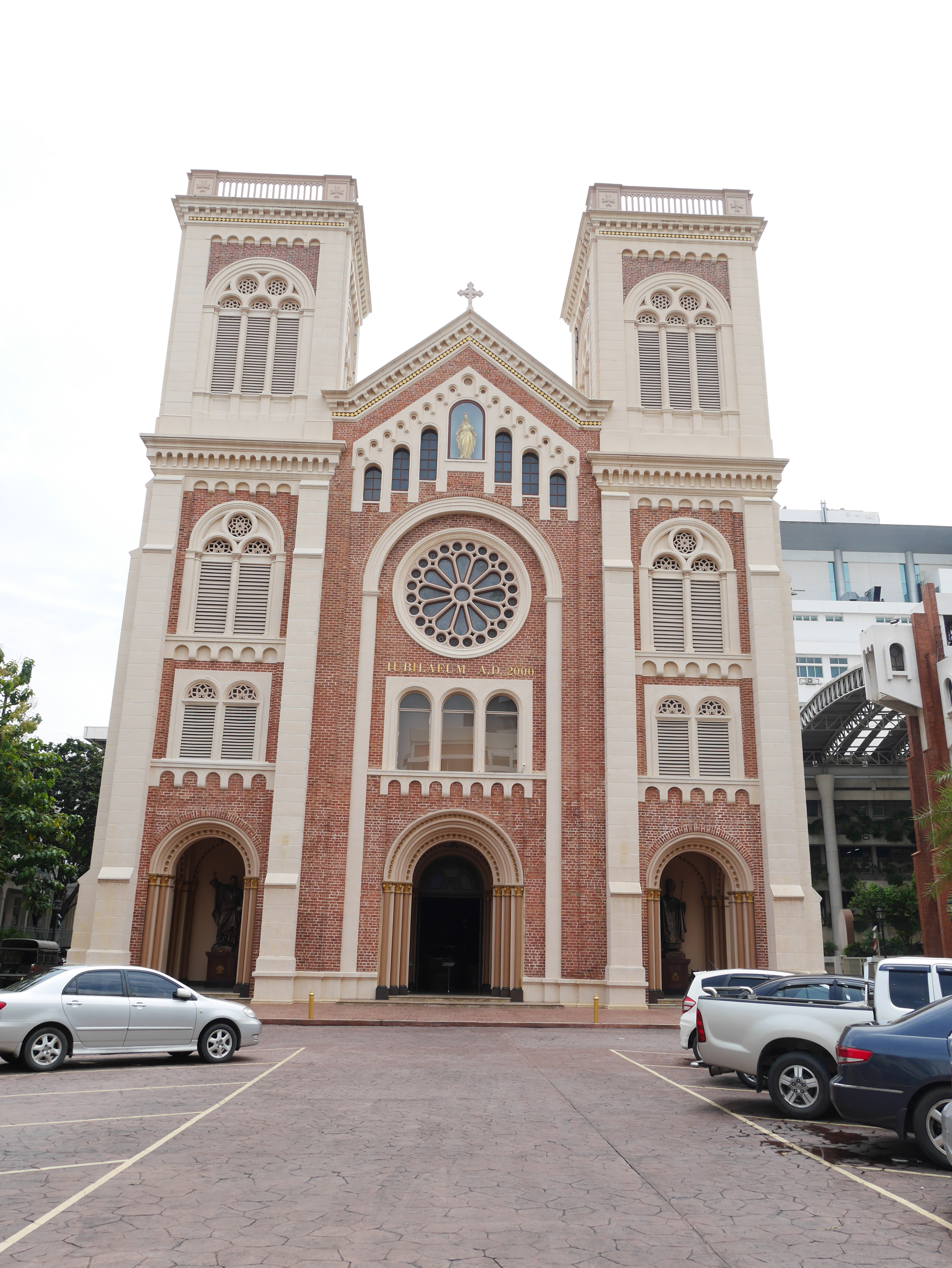
كاتدرائية الإنتقال في مدينة بانكوك.

المسيحية في تايلاند هي ثالث أكبر الأديان بعد البوذية والإسلام، ولدى المسيحية تاريخ طويل في تايلاند، وقد وصلت المملكة في وقت مبكر من 1550 من قبل المبشرين الأوروبيين، وعن طريق التجار والقسس البرتغاليين الذين وصلوا إلى أيوثايا. في عام 2015 عاش في تايلند حوالي 787,589 مسيحي من مختلف الطوائف ويمثلون 1.1% من مجمل سكان المملكة التايلانديَّة. وتُشرف الدولة حاليًَا علي المؤسسات التربوية والاجتماعية المسيحية وتوفر مبالغ رمزية لبرامج الجماعات المسيحية. وتعترف الحكومة رسمياً بخمس طوائف مسيحية رئيسية وهي الكنيسة الرومانية الكاثوليكية، والكنيسة المعمدانية، والأدفنتست، وكنيسة المسيح في تايلاند والكنيسة الإنجيلية في تايلاند.
لعبت الكنائس المسيحية تاريخيًا دورًا هامًا في تحديث تايلاند، ولا سيّما في مجال المؤسسات الاجتماعية والتربويَّة وفي مجال الرعاية الصحية والتعليم، فأنشأت الكنائس المسيحية أولى المستشفيات الحديثة في البلاد، كما أوجدت المدارس والكليّات والجامعات المسيحية الرئيسية في كافة أنحاء تايلاند والتي تخرّج النخب الاجتماعية في البلاد، يُذكر أنّ المبشرين أدخلوا الطب الحديث والجراحة واللقاحات ضد الجدري، وتدريس اللغات الأجنبية وكتابة القواميس اللغوية، كما ونشطت الكنائس المسيحية توفير القيادة في الحركة الديمقراطية التايلاندية، وإغاثة اللاجئين، وتحسين وضع المرأة والمعاقين والأطفال. في عام 2005 باعت جمعية الكتاب المقدس في تايلاند 43,750 نسخة من الكتاب المقدس و9,629 نسخة من العهد الجديد. يعد المسيحيين المجموعة الدينيَّة الأكثر تعلمًا في تايلاند حيث وفقًا لدراسة قامت بها مركز بيو للأبحاث عام 2016 تحت اسم الدين والتعليم حول العالم حوالي 27% من المسيحيين في تايلاند حاصلين على تعليم عال ومن حملة الشهادات الجامعيَّة، بالمقارنة مع 8% من البوذيين وحوالي 5% من المُسلمين في تايلاند.

## تاريخ

### العصور المبكرة

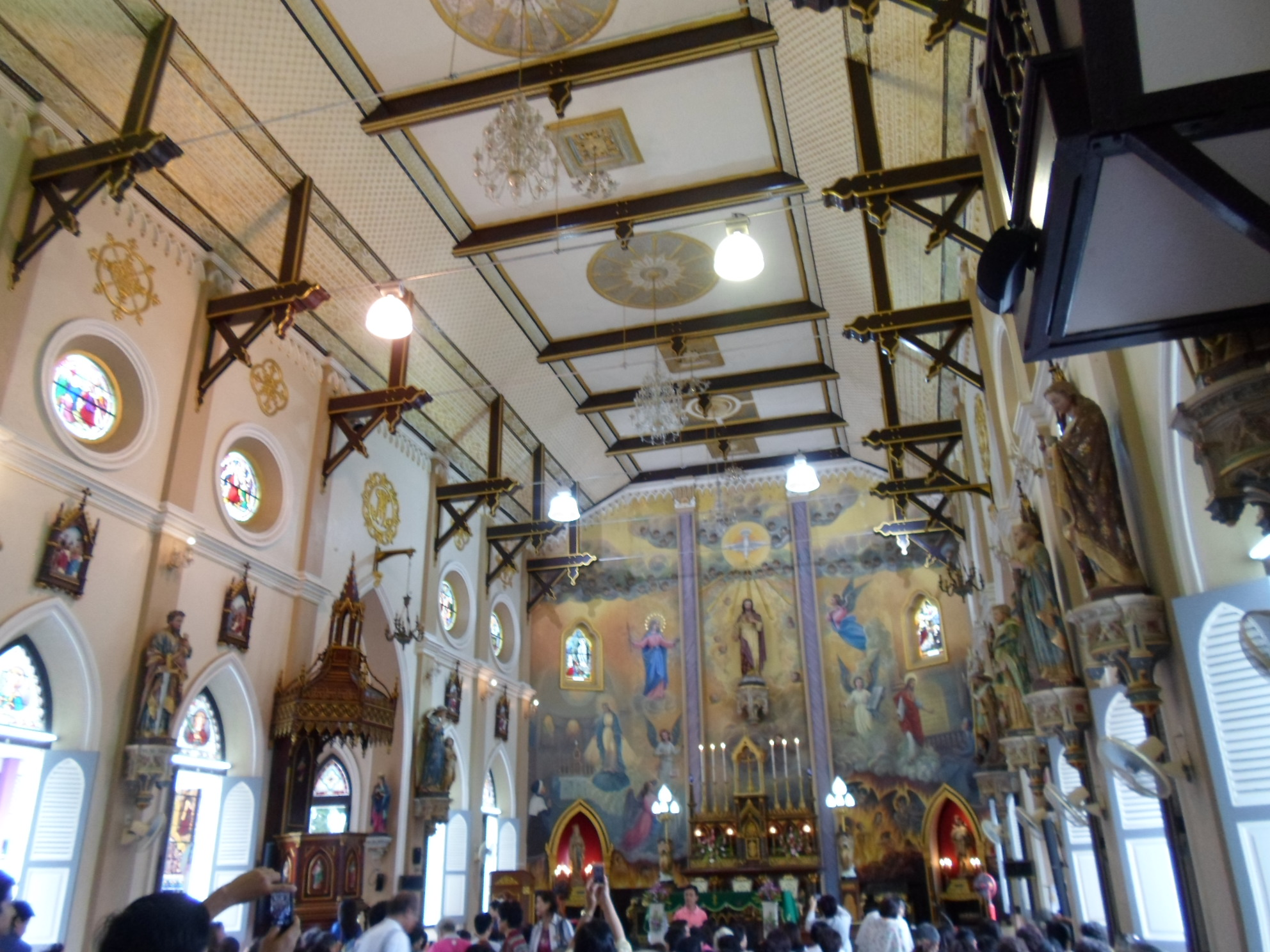
كنيسة القلب الأقدس في راتشابوري.

بدأ الوجود الفعلي للديانة المسيحية في تايلاند مع وصول المبشرين الكاثوليك البرتغاليين. في عقد 1550 وصل الرهبان البرتغاليين إلى مملكة أيوثايا. أول سجل تاريخي لمحاولة إدخال المسيحية إلى تايلاند يعود إلى جون بيتر مافي الذي ذكر أن في عقد 1550 وصل بونفير وهو راهب فرنسيسكاني، إلى مملكة بيغوانس وسيام في الشرق، على متن سفينة برتغالية من غوا إلى كوسمي في بيغوان، حيث أقام في البلاد لمدة ثلاث سنوات من أجل التبشير بالإنجيل. في عام 1552 أعرب فرنسيس كسفاريوس، والذي كتب من جزر سانسيان إلى صديقه دييغو بيريرا، عن رغبته في الذهاب إلى سيام، ولكن وفاته في 2 ديسمبر في عام 1552، منعته من تحقيق أمنيته. وفي عام 1553 هبطت عدة سفن برتغالية إلى سيام، وذلك بناء على طلب من الملك حيث دخل ثلاثمائة جندي برتغالي البلاد من أجل خدمته. في العام التالي انضم إليهما راهبان من الدومينيكان، وهما هيرونيموس وسيباستيان دي كانتو. في وقت قصير أنشأوا ثلاثة أبرشيات في أيوتثايا وقاموا بتحويل خمسمائة وخمسين سيامي للديانة المسيحية. ومع ذلك، قتل كل من المبشرين من قبل السكان المحليين في عام 1569، وحلَّ محلهم الرهبان لوبيز كاردوسو وجون ماديرا وألفونسوس زيمينس ولويس فونسيكا والذي استشهد في عام 1600، وجون مالدوناتوس. وبحلول عام 1660 تم إنشاء النيابة الرسولية في سيام تحت قيادة خاصة من الرهبان البرتغاليين والفرنسيين. في عام 1606 وصل الراهب اليسوعي بالثازار دي سيكويرا للبلاد بناءاً على طلب من التاجر البرتغالي تريستان غولايو، وفي عام 1624 وصل الكاهن يوليوس سيزار مارجيكوإلى أيوتثايا واكتسب صداقة الملك. غير أن الاضطهاد ومعاداة المسيحية تجم عنه توقف عن نشر الإيمان المسيحي ولم يدخل أي مبشر للبلاد حتى جعل سيام نيابة رسولية من قبل البابا ألكسندر السابع في 22 أغسطس من عام 1662. بعد فترة وجيزة، مسغر. بيير دي لا موت لامبرت، فيكار الرسولي من كوشين الصين، وصل إلى أيوتهايا، يرافقه الآباء دي بورجيه وديدييه. وكانت سيام، في تلك الحقبة نقطة للمشاريع التجاريَّة في الشرق، ومأوى لعدة مئات من المسيحيين الفيتناميين واليابانيين الذين طردوا أو عاشوا هناك كمنفيين طوعية بسبب الاضطهاد في بلدهم الأم.

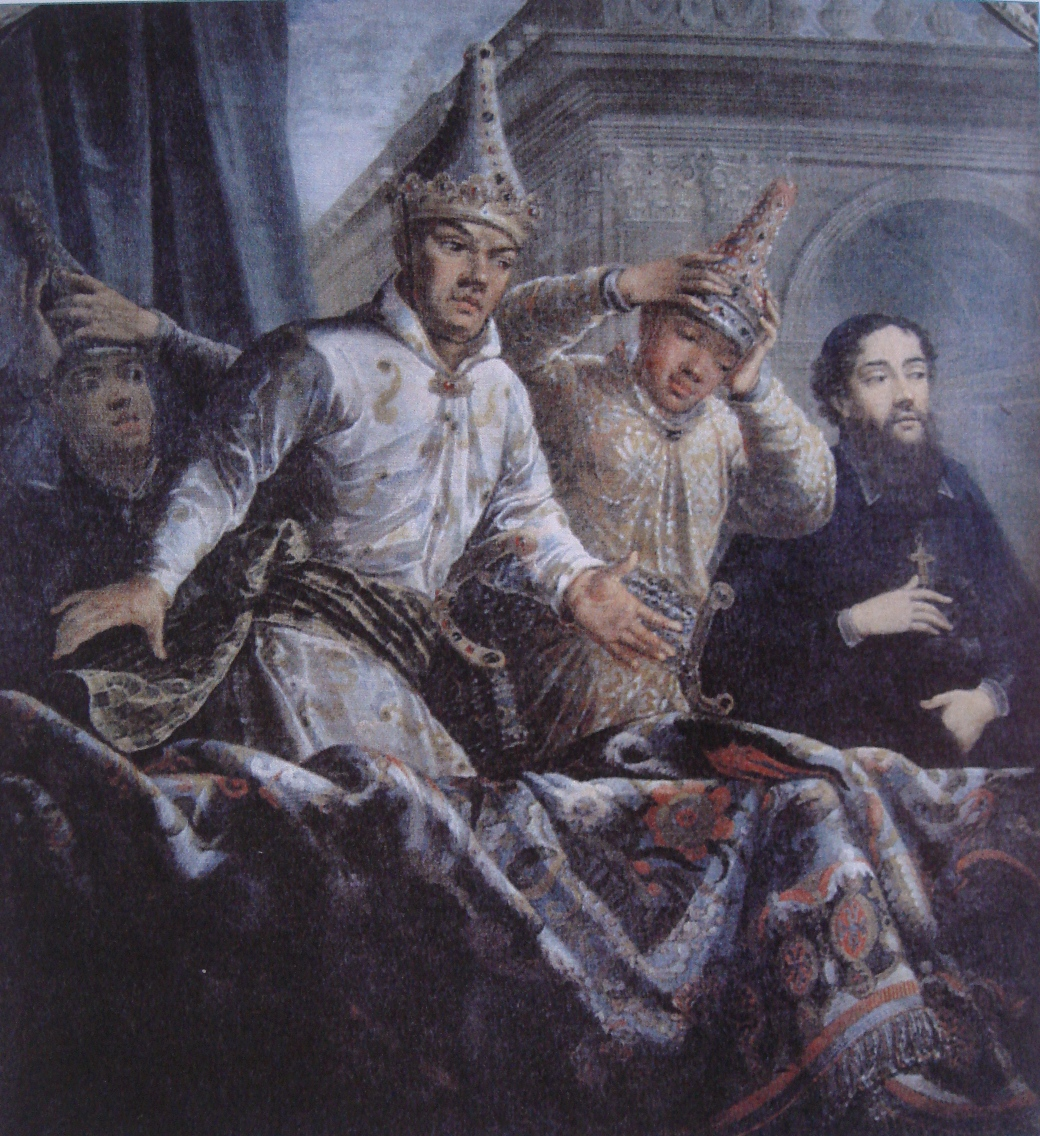
لوحة تصور المبشر أرتوس دي ليون إلى جانب دبلوماسيين سياميين في عام 1686.

قام بعض الرهبان اليسوعيين البرتغاليين والفرنسيسكان والأوغسطينيين بالرعايَّة الروحيَّة للمواطنين الكاثوليك في سيام. وحصل المونسنيور بالو، لدى عودته إلى روما في عام 1665، على ملخص من البابا كليمنت التاسع في 4 يوليو من عام 1669، والتي صمت ولاية سيام إلى أعمال مؤسسة بعثات باريس التبشيرية والتي تأسست حديثاً. وفي عام 1673، عين الأب لانيو كأسقف ميتلوبولس وأول نائب رسولي سيامي، ومنذ أن كانت سيام تحت الرعاية الروحية لجمعية البعثات الأجنبية. أعطى الملك فرا ناراي حماية للمبشرين الكاثوليك ولقيوا ترحيباً حاراً، ووهب لهم هدية من الأراضي للكنيسة، إلى جانب منزل البعثة، لتصبح لاحقاً مستعمرة القديس يوسف. وكان قسطنطين فولكون وهو مستشار من أصول يونانيَّة مسيحيَّة أول مستشار للملك ناراي من أيوتهايا، وكان فولكون قد تحول من المذهب الإنجليكاني إلى المذهب الكاثوليكي في عام 1682،:254–265 وبعد تحوله للمذهب الكاثوليكي تزوج من ماريا غويومار دي بينها وهي سيدة من أصول يابانيَّة وبنغاليَّة كاثوليكيَّة. وعاش فولوكون حياة ثرية وأصبح مؤثر للغاية في بلاط الملك ناراي السيامي.
من خلال تأثير اليونانيين أو البندقية، أرسل قسطنطين فولكون، رئيس الوزراء إلى الملك فرا ناراي، رسالة من أجل اقامة سفارة دبلوماسية مع لويس الرابع عشر ملك فرنسا في عام 1684. وفي 10 ديسمبر من عام 1685، وقع الملك فرا ناراي معاهدة في لوفو مع فرنسا، حيث سمح للمبعوثين الكاثوليك للتبشير بالإنجيل عن طريق سيام، وأعفي مواطنيه الكاثوليك من العمل يوم الأحد، وعين ماندارين خاص لتسوية النزاعات بين المسيحيين والبوذيين. ومع ذلك، بعد رحيل المبعوث الفرنسي، قام الماندارين السيامي فرا فرات رشا، بالتحريض بثورة قتل خلالها رئيس الوزراء، وأخذ المبشرين كسجناء وتعرضوا لسوء معاملة، وتم اضطهاد المسيحيين. عندما استعيد السلام والنظام في عام 1690، استأنف المطران لانيو العمل حتى وفاته في 1696. وكان خلفه الأسقف لويس سيس منذ عام 1700 حتى عام 1727، قادراً على الإستمرار في سلام.
ومع ذلك بعد وفاة الأسقف لويس سيس حصل تاريخ عدد من الاضطهادات خصوصاً عام 1729 وعام 1755 وعام 1764، إما من قبل اليوسفيين المحليين أو الغزاة البورميين، على الرغم من أنَّ موقف ملوك سيام تراوح بين الإيجابيَّة والسلبيَّة حول عمل البعثات المسيحية وللأساقفة تيكسير دي كيرلاي ودي لوليير-بويكونت عام 1755. خلال خرق البورميين قام الملك سيامي بطلب من الأسقف بريغوت للمساعدة ضد العدو المشترك، والذي قام بحرق الكنائس والكليات الكاثوليكية وقام باحتجاز كل من الأسقف والمبشرين. في 1769 استأنف الأب كور بعمل البعثات في سيام ثم مهد الطريق للنيابة الرسولية. ومع ذلك أجبر النائب الرسولي في عام 1775 على مغادرة المملكة، ولم يتمكن أي من خلفائة من الأساقفة كوندي وغارنولت من تحقيق الكثير. خلال الحروب البورمية، انخفض عدد المسيحيين من 12,000 إلى 1,000، وترك أسقف فلورنس للعمل مع سبعة مسؤولين فقط.

### العصور الحديثة

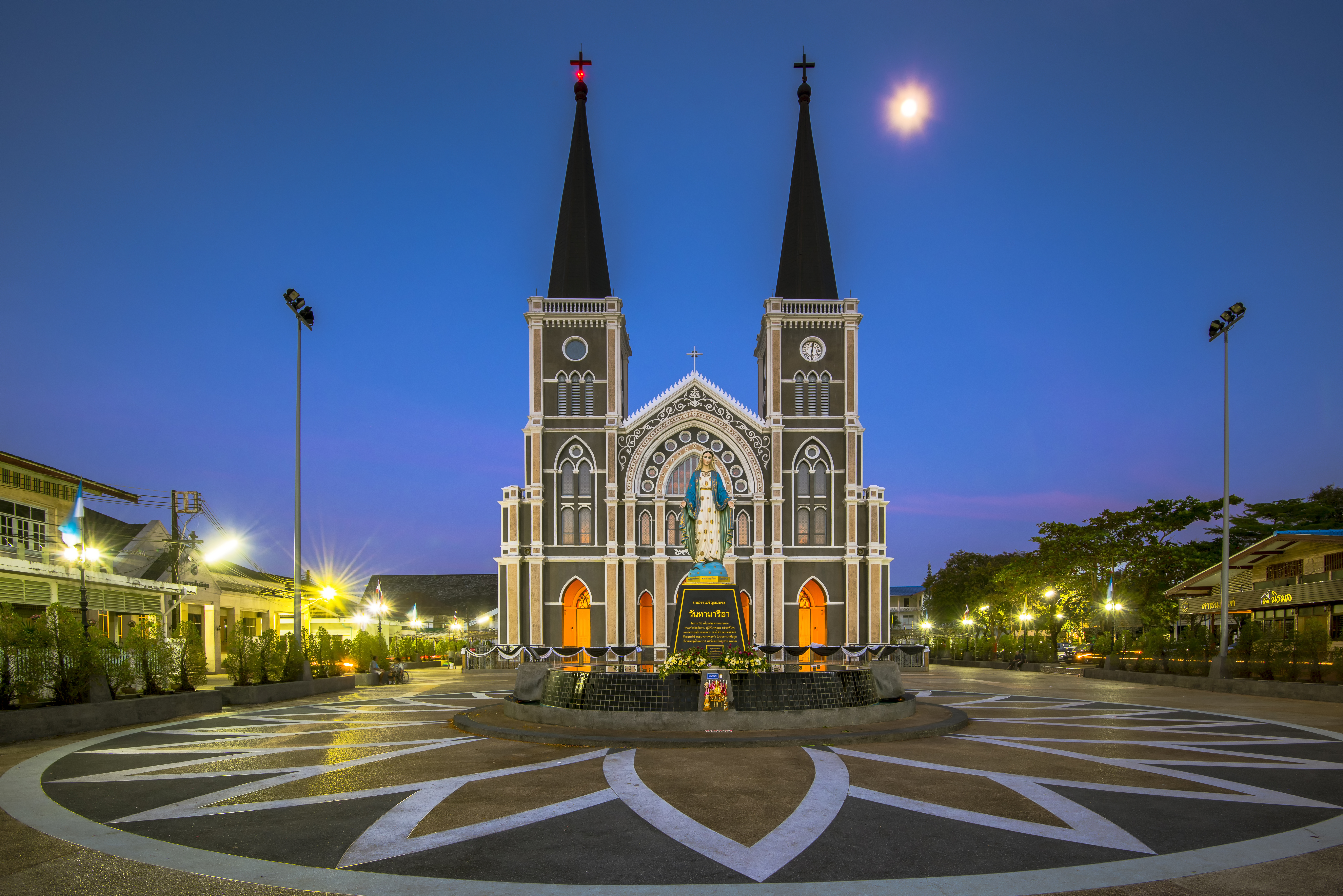
كاتدرائية الحبل بلا دنس في تشانثابوري.

في عام 1826 وعام 1830، وصلت إمدادات جديدة من المبشرين الأوروبيين للبلاد، من بينهم الكهنة بوشوت، وبارب، وبروغوير، وفاشال، وغراندجيان، وباليغويكس، وكورفيزي وغيرهم. وفي عام 1834 تم تعيين آخر نائب رسولي من سيام، تلاه بداية لإحياء نشاط البعثات المسيحيَّة. خلال حقبته وصلت أعداد الكاثوليك في سيام إلى حوالي 6,590 شخص إلى جانب إحدى عشرة أوروبي وسبعة كهنة محليين. وكان خليفته الأسقف باليغويكس بين عام 1840 وعام 1862، مؤلف العديد من الكتب، واحداً من أكثر الشخصيات الموقرة الكاثوليكية في سيام، وواحد من أبرز العلماء السياميين، ومبشر بين شعب اللاويين. وحثَّ نابليون الثالث على تجديد التحالف الفرنسي مع سيام وقام بإقامة سفارة من خلال المونسيور دي مونتيجني إلى سيام في عام 1856. في 8 يوليو من عام 1856، وقع الملك مونغكوت معاهدة سياسية تجاريَّة مع الإمبراطورية الفرنسية، والتي من خلالها تم تجديد الامتيازات الممنوحة للكاثوليكية التي حصل عليها المبشرين الكاثوليك من قبل فرا ناراي في القرن السابع عشر. وكان الأسقف محترماً للغاية من قِبل الملك، والذي ساعد شخصياً في جنازته وقَبل من المبشرين خاتم الأسقف كرمز للصداقة. وبفضل عَقلية كينغس مونغكوت (1851-1868) وشولالونكورن (1868-1910)، استمتعت الكنيسة الكاثوليكية في سيام بالسلام والازدهار. وبسبب التعقيدات بين فرنسا وسيام، كان على المبشرين أن يتحملوا الإدارة السيئة لليوسفيين المحليين في عام 1894، وذلك على الرغم من أن وزير الخارجية وعد بعدم وقوع أي ضرر للبعثات وعملهم بسبب الغزو الفرنسي.

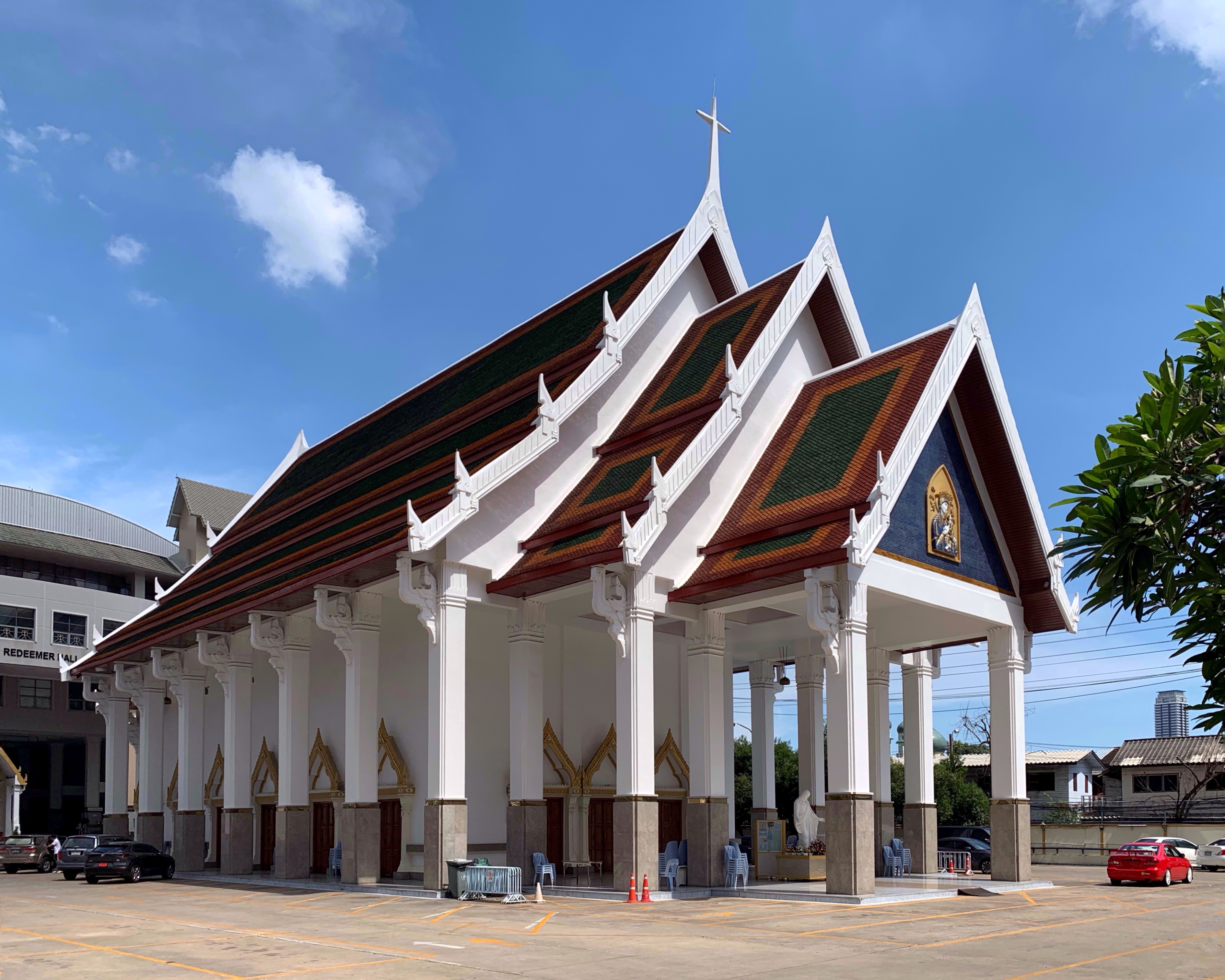
كنيسة الفادي الكاثوليكيَّة في بانكوك.

وصلت البعثات البروتستانتية إلى العاصمة الجديدة بانكوك في عام 1828 من خلال مجلس المفوضين الأمريكيين للبعثات الخارجية ومن قبل المبشر كارل غوتزلاف والقس جيسي كاسويل والدكتور دان بيتش برادلي. ووصل المعمدانيين الأميركيين إلى تايلاند في عام 1833 ووصل المبشرين الأمريكيين المشيخيين في عام 1840. وكان كل من المبشر دانيال ماكجيلفاري وويليام كليفتون دود من الأسماء هامة في تشكيل الكنيسة المشيخية في منطقة لانا في مملكة شمال تايلاند. أسست بعثة لاوس كنيستها الأولى، وهي كنيسة شيانغ ماي في عام 1868. وبعد فترة وجيزة من النجاح الإنجيلي، خضعت البعثة لحقبة من الإضطهاد في عام 1869، حيث استشهد اثنين من المتحولين. وقد خفت الاضطهادات في عام 1878 مع إصدار مرسوم التسامح الديني. تحول آخر حكام إمبراطورية جنوب فيتنام من سلالة أسرة نجوين باو داي من البوذية إلى المسيحية الكاثوليكية. وقد شهدت الرعايا والتجمعات البروتستانتيَّة نمواً عددياً وحظيت أنشطة المبشرين البروتستانت المكونة في الغالب في الوعظ المتجول وبناء المؤسسات الطبيَّة والمرافق التعليميَّة فضلاً عن إدخال تكنولوجيات ومنهجيات وثقافة مؤسسية بقبول جيد من الشعب التايلندي. وكانوا قادرين أحياناً على حشد أعداد كبيرة من المساعدين التايلانديين. ومنذ سيطرة الحكومة خلال الحرب العالمية الثانية على المنظمات المسيحية انتقلت ملكيتها ببطء إلى المسيحيين التايلانديين وتم دمج المؤسسات المسيحية كمؤسسات خاصة على نحو متزايد. كان المبشرين المسيحيين نشطين بين شعب الأكها خصوصاً منذ منتصف القرن العشرين، وينتمي شعب الأكها لقبائل التلال الأصلية التي تسكن قرى صغيرة في أعالي جبال تايلاند، ويعيش بعض مسيحيي الأكها في قرى مسيحية منفصلة مدعومة بأموال تبشيريَّة. مع انتشار المسيحية، فقد اختفت العادات والتقاليد الخاصة بشعب الأكها في بعض القرى، في حين حافظ شعب الأكها على تقاليدهم ومعتقداتهم التقليدية في قرى أخرى، حتى مع التحول إلى المسيحية.
قدم المسيحيون مساهمات كبيرة في الرعاية الصحيَّة والتعليم في تايلاند. وكانت المرافق الصحيَّة مثل مستشفى سانت لويس ومستشفى بانكوك للبعثة ومستشفى كاميليان ومستشفى بانكوك المسيحي، تعتبر من بين أفضل المستشفيات في البلاد. رسمت المدارس المسيحية الكبرى خرائط تايلاند. وأدخل المبشرون الأوروبيين والأمريكيين أولى المطابع، وتقنيات الجراحة الغربيَّة، والتطعيمات ضد مرض الجدري، وتعليم اللغات الأجنبية، وكتب القواميس اللغوية. وتحسنت العلاقات بين المنظمات المسيحية والحكومة المركزية. في الثمانينيات من القرن العشرين ظهرت الميزانية الملكية التايلاندية لتنمية برامج الجماعات المسيحية للمرة الأولى.

## ديموغرافيا

### التعداد السكاني
| الأديان    | تعداد 2010 | %      | تعداد 2015 | %      |
| ---------- | ---------- | ------ | ---------- | ------ |
| البوذية    | 61,746,429 | 93.58% | 63,620,298 | 94.50% |
| الإسلام    | 3,259,340  | 4.94%  | 2,892,311  | 4.29%  |
| المسيحية   | 789,376    | 1.20%  | 787,589    | 1.17%  |
| الهندوسية  | 41,808     | 0.06%  | 22,110     | 0.03%  |
| السيخية    | 11,124     | 0.02%  | 1,030      | 0.001% |
| كونفشيوسية | 16,718     | 0.02%  | 716        | 0.001% |
| أديان أخرى | 70.742     | 0.11%  | 1,583      | 0.002% |
| لادينية    | 46.122     | 0.07%  | 2,925      | 0.005% |

### التوزيع حسب المنطقة
يتركز المسيحيون عدديًا وتنظيميًا بشكل أكبر في الشمال، حيث يًشكلون حوالي بنحو 16% من سكان بعض مناطق الأراضي المنخفضة (على سبيل المثال، شومتونغ وتشاني ماي) وقد تصل إلى نسبتهم إلى نسب عالية جدًا في المناطق القبليَّة (على سبيل المثال، ماي ساريانج وماي هونغ سون). المعطيات التالية مأخوذة من التعداد السكاني عام 2015:
| الديانة  | بانكوك  | %     | المناطق الوسطى | %     | المناطق الشمالية | %     | المناطق الشمال شرقية | %     | المناطق الجنوبية | %     |
| -------- | ------- | ----- | -------------- | ----- | ---------------- | ----- | -------------------- | ----- | ---------------- | ----- |
| المسيحية | 146,592 | 1.68% | 214,444        | 1.11% | 393,969          | 3.43% | 13,825               | 0.07% | 18,759           | 0.21% |

## الطوائف المسيحية

### الكنيسة الرومانية الكاثوليكية

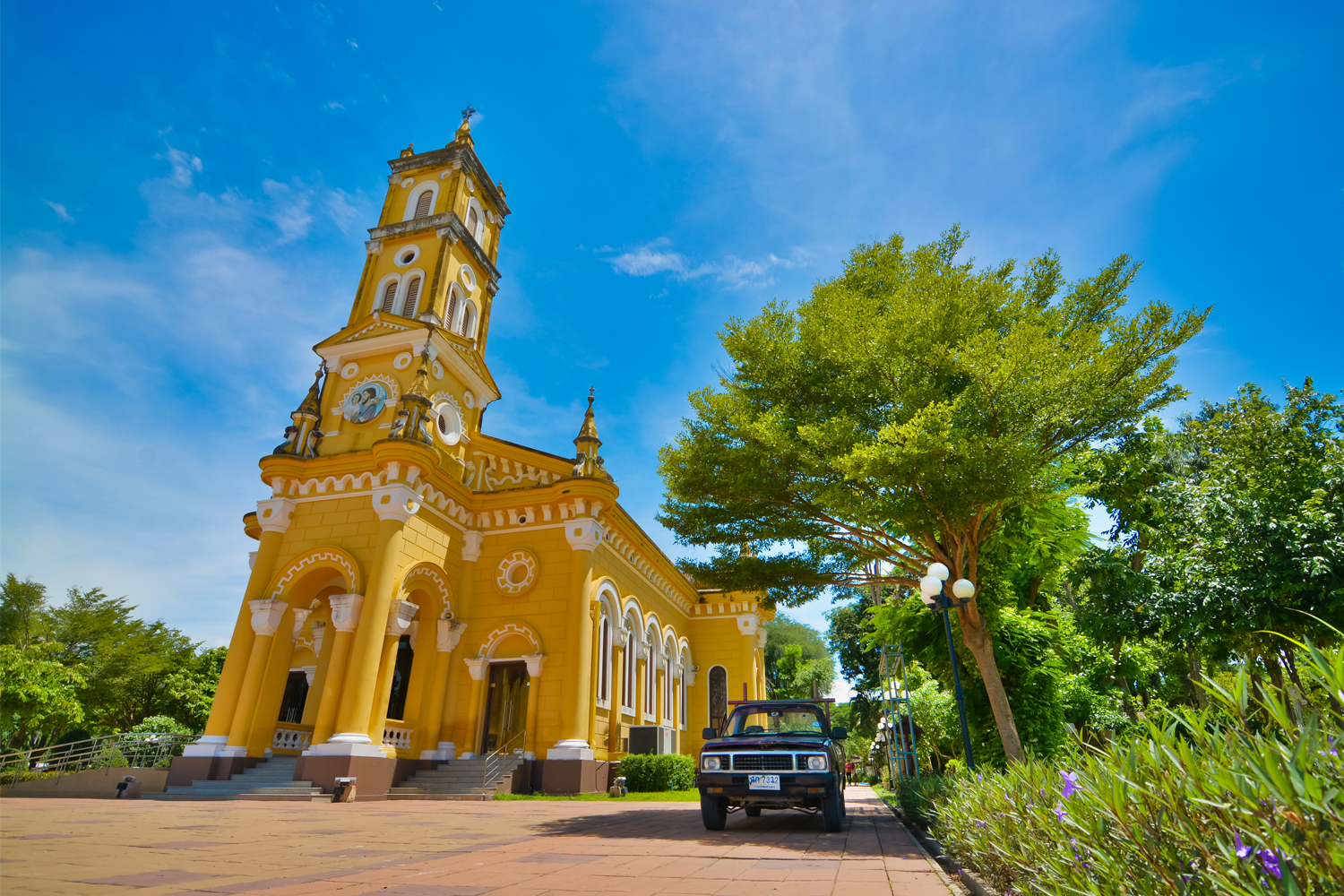
كنيسة القديس يوسف الكاثوليكية في مدينة أيوتايا التاريخية.

الكنيسة الكاثوليكية التايلاندية هي جزء من الكنيسة الكاثوليكية العالمية في ظل القيادة الروحية للبابا في روما ومجلس الأساقفة التايلاندي. وبحسب الإحصائيات الكنسيَّة المحلية تضم البلاد حوالي 292,000 مواطن كاثوليكي، أي حوالي 0.4% من مجمل السكان. ويتوزع كاثوليك البلاد على عشرة مطرانيات وعلى حوالي 436 أبرشية ويقوم على رعاياتهم حوالي 662 كاهن.
كان أولى المبشرين الكاثوليك كل من الراهب جيرونيمو دا كروز وسيباستياو دا كانتو وهم من الرهبان الدومنيكان، وقد جاؤوا البلاد في عام 1567. وقتلوا من قبل البورميين في عام 1569. في وقت لاحق، وصل الرهبان الفرنسيسكان واليسوعيون. وعرفت القرن السابع عشر والقرن الثامن عشر والقرن التاسع عشر فترات متناوبة من التسامح والاضطهاد من قبل حكام مملكة سيام. في بداية القرن العشرين ضمت البلاد حوالي 23,000 من أتباع الكنيسة الكاثوليكية وأمتلكوا خمسة وخمسين من الكنائس والمصليات، وممثلي الرهبانيات، والمؤسسات الاجتماعية والتربويَّة (دور الأيتام والمدارس والمعاهد الدينية والكليات). وصل العديد من المبشرين الكاثوليك المملكة في النصف الأول من القرن العشرين. وفي 22 أكتوبر من عام 1989، تم ضرب المربي الكاثوليكي فيليب سيفونغ أونفيتاك إلى جانب ستة من الراهبات والرجال العاديين، والذين أعدمتهم الشرطة التايلانديَّة خلال الحرب الفرنسية التايلانديَّة عام 1940، بسبب الاشتباه في أنهم جواسيس فرنسيون، وتم تطويبهم لاحقاً كشهداء تايلاند.

### البروتستانتية

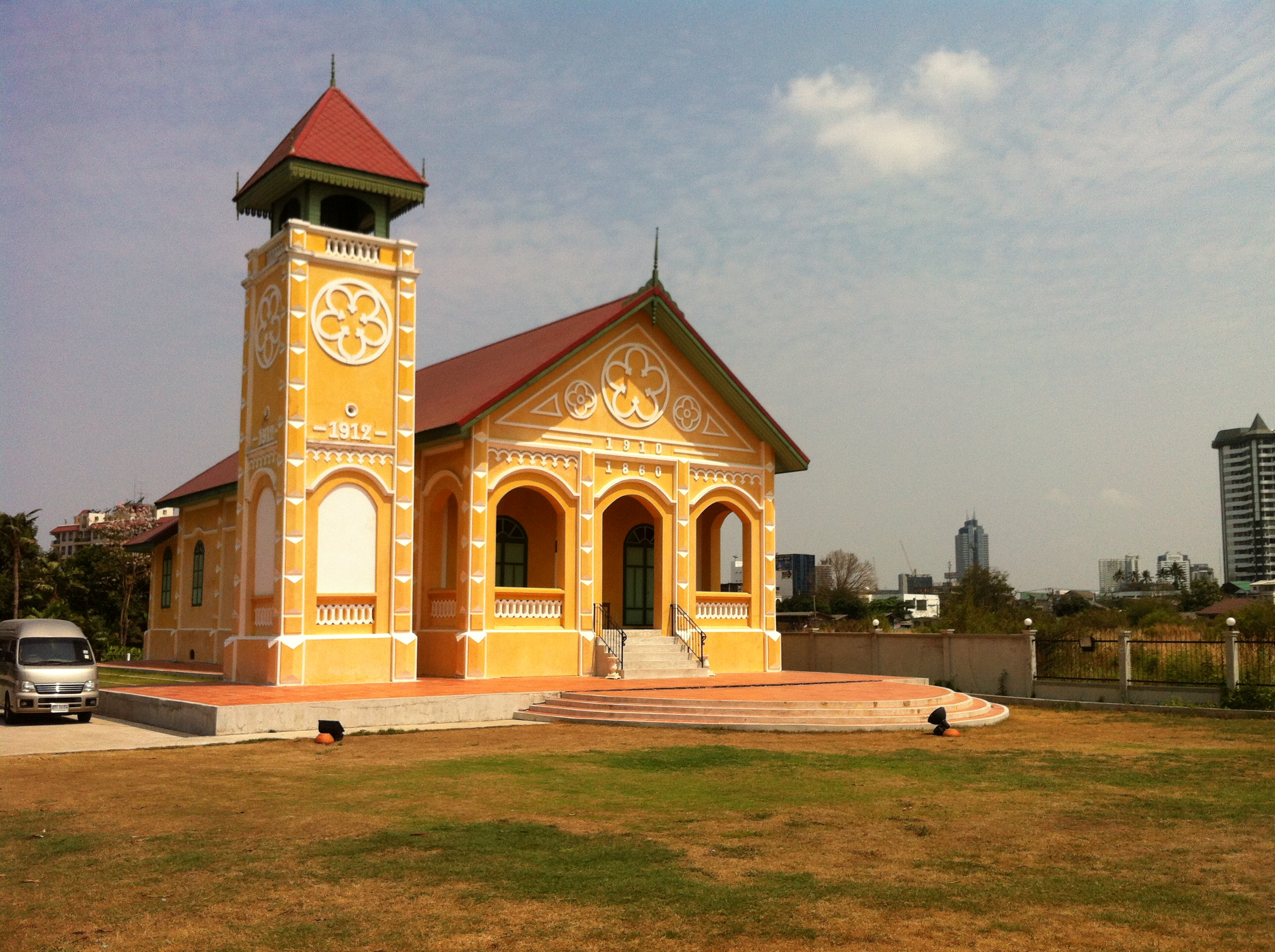
كنيسة سامراي البروتستانتية في بانكوك.

وفقاً لتقديرات مركز بيو للأبحاث عام 2010 تقدر أعداد البروتستانت في البلاد بحوالي 320,000 شخص. بدأ العمل البروتستانتي بين الشعب التايلاندي مع المبشرة آن جودسون في ميانمار، والتي قامت بالتبشير بين أسرى الحرب التايلاندية والذين تم نقلهم إلى ميانمار. ووصلت البروتستانتية إلى تايلاند في عام 1828 من خلال كارل غوتزلاف وياكوب توملين، وهما من أوائل المبشرين البروتستانت المقيمين في تايلاند. تضم البلاد العديد الكنائس البروتستانتية، أقدمها هي كنيسة المسيح في تايلند والتي تشكلت في منتصف عقد 1930. وتتكون الجماعات البروتستانتية في المجمل من السكان التايلانديين والصينيين إلى جانب تجمعات ناطقة باللغة الإنجليزية. كنيسة المسيح هي عضو في مجلس الكنائس العالمي وتضم حوالي 60,000 عضو. بين المجموعات البروتستانتية الأخرى الممثلة في تايلاند هي الكنيسة اللوثرية، والأدفنتست، والميثودية، والإنجيلية، والخمسينية والكنيسة الأنجليكانية وهي من معاقل أبرشية سنغافورة، وجزء من مقاطعة جنوب شرق آسيا الكنسيَّة.
هناك زيادة حديثة في البعثات المسيحية الإنجيلية العاملة في جميع أنحاء البلاد. هناك العديد من المبشرين الأجانب والمقيمين الذين ينشئون الكنائس ومجموعات الصلاة في جميع أنحاء البلاد. وتُعد منظمة الشباب مع البعثة واحدة من أكبر المنظمات الإنجيلية والتي يعمل فيها أكثر من 200 موظف أجنبي بدوام كامل وأكثر من مائة موظف تايلندي، يعملون في عشرين موقعاً. وهناك منظمة تبشيريَّة أخرى، وهي منظمة أومف إنترناشونال، والتي لديها اتصال مع وضع المعلمين المسيحيين في مدارس المملكة.

### الأرثوذكسية

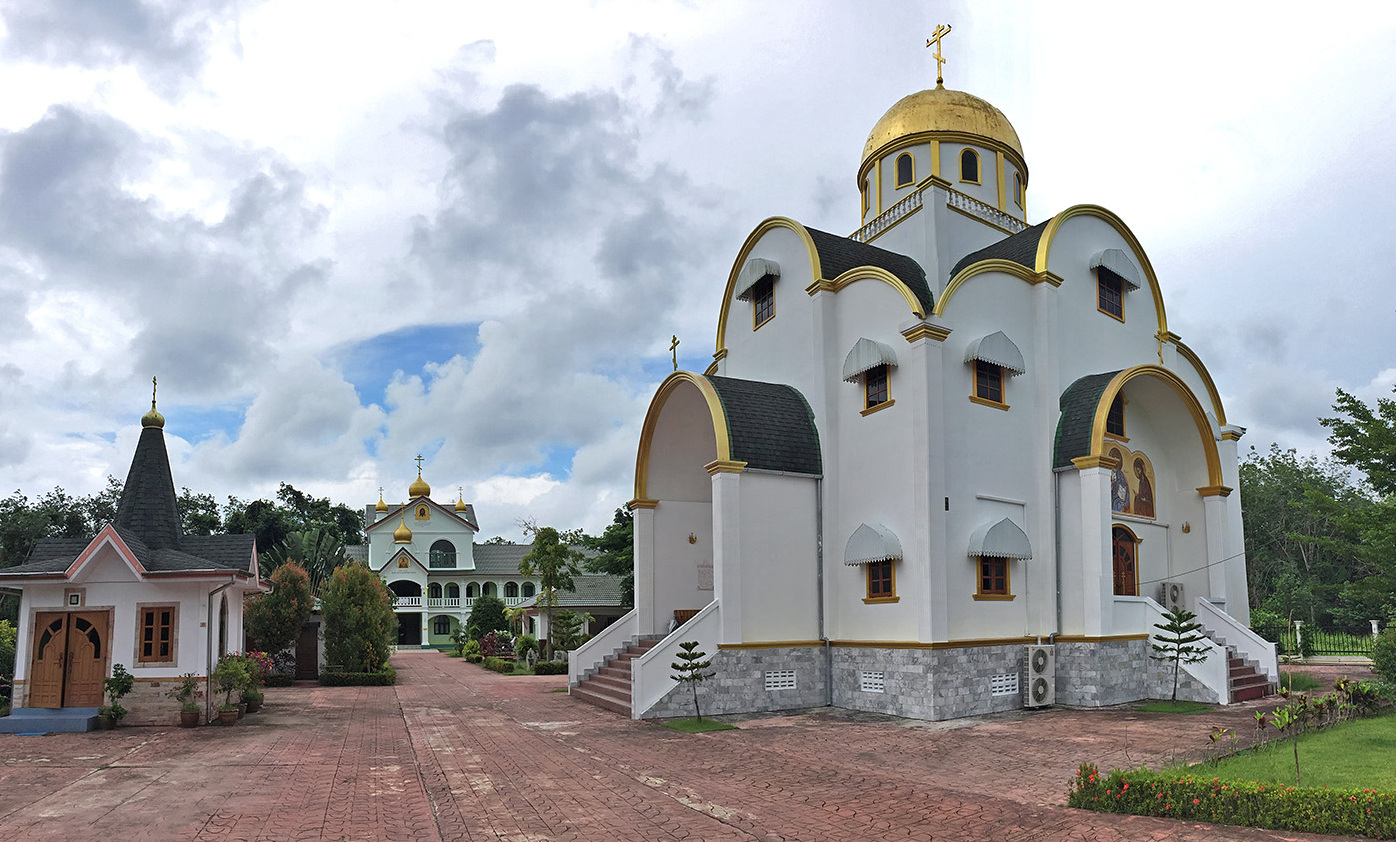
مجمع الثالوث الأقدس في جزيرة بوكيت.

وفقاً لتقديرات مركز بيو للأبحاث عام 2010 تقدر أعداد الأرثوذكس في البلاد بأقل من 10,000 شخص، ومعظمهم من أتباع الكنيسة الروسية الأرثوذكسية. يتم رعاية الطائفة الأرثوذكسية في تايلاند من قبل المكتب التمثيلي للكنيسة الروسية الأرثوذكسية، بما في ذلك رعية القديس نيكولاس الأرثوذكسية في بانكوك. وإلى جانب الرعية الرئيسية في كنيسة القديس نيكولاس في بانكوك، توجد العديد من الرعايا الأرثوذكسية الروسية في تايلند، ولا تخدم هذه الكنائس فقط السياح والمقيمين الروس في تايلاند، ولكن أيضًا المؤمنين المحليين من أصل تايلاندي. وترجمت الكنيسة الروسية الأرثوذكسية نصوصها الدينية إلى اللغة التايلندية ومنها قداس القديس يوحنا الذهبي الفم، وكتاب الصلاة الأرثوذكسي وكتاب عن تاريخ الكنيسة الروسية الأرثوذكسية. في يوليو عام 2008، تم تسجيل المكتب التمثيلي للكنيسة الروسية الأرثوذكسية رسميًا من قبل السلطات التايلاندية كمؤسسة تسمى «الكنيسة المسيحية الأرثوذكسية في تايلاند». كما خطط بطريرك القسطنطينية المسكوني برثلماوس الأول لتأسيس رعاياهم في تايلاند. وغالبًا ما تنطم الخدمات الكنسيَّة والقداس الإلهي لأعضاء بطريركية القسطنطينية المسكونية في تايلاند بمساعدة السفارة اليونانية في بانكوك.

## التأثير في المجتمع

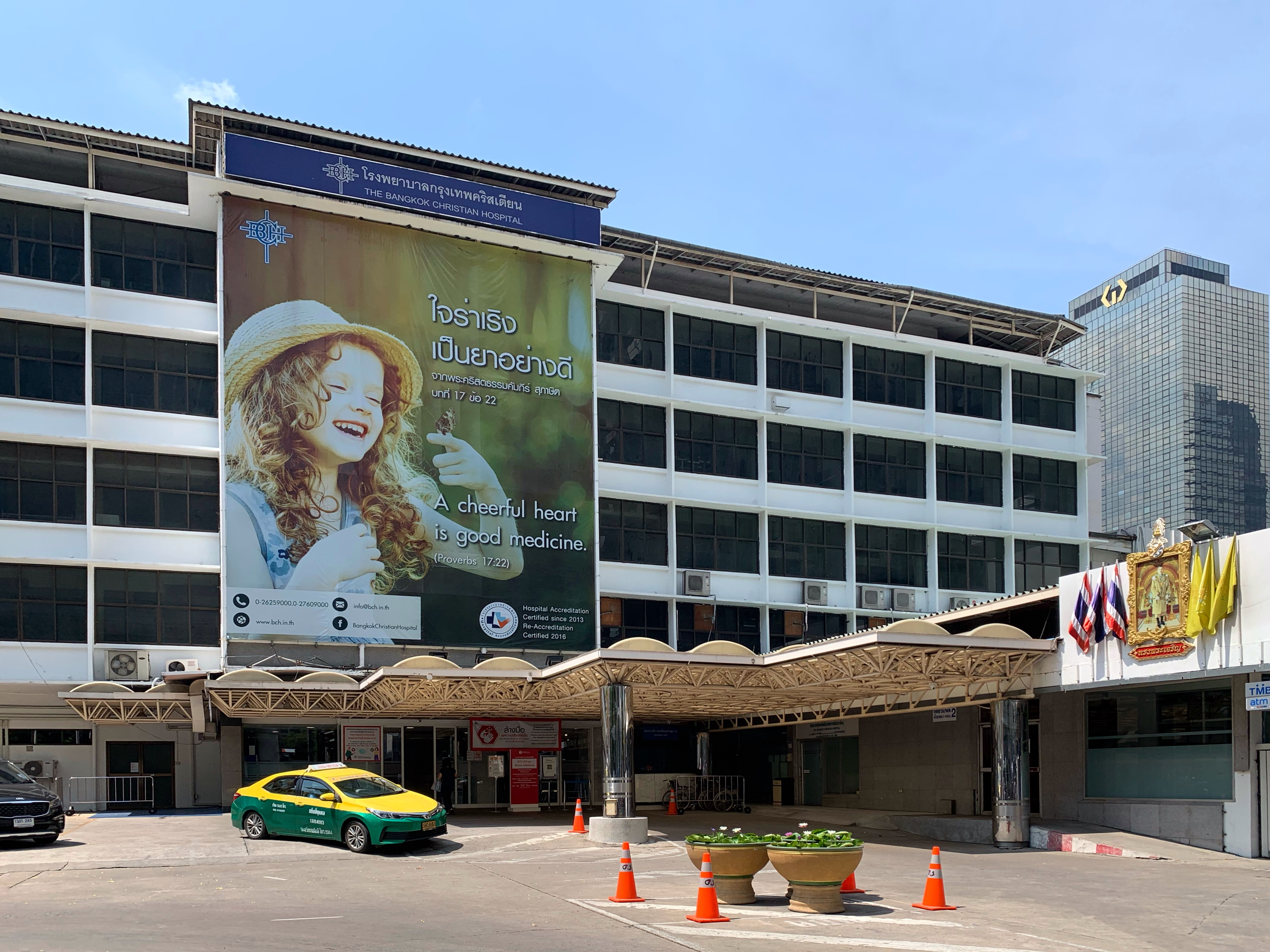
مستشفى بانكوك المسيحي: واحدة من أفضل مستشفيات البلاد.

وفقاً لمؤرخين عملت المسيحية كقوة داعمة لترسيخ النزعة القومية العرقية التايلاندية الملكية. وفي حين أنَّ عدد الذين تحولوا إلى المسيحية من التايلانديين كان ضئيلاً لعدة قرون (حيث أنَّ عدد المسيحيين هي حوالي 1.1% من السكان)، الا أنَّ التأثير «العلماني» للإرساليات الكاثوليكية كان أكثر أهمية وعمقاً. لعبت المسيحية بشكل عام والكاثوليكية على وجه التحديد دورًا حاسمًا في إنشاء العديد من المدارس والجامعات المرموقة والمرافق الطبية الحديثة في تايلاند. تُعتبر المرافق مثل مستشفى سانت لويس ومستشفى بانكوك ميشن ومستشفى كاميليان ومستشفى بانكوك المسيحي من بين الأفضل في البلاد. وتنتشر المدارس المسيحية الرئيسية في كافة أنحاء تايلاند والتي تًخرّج النخب الاجتماعية في البلاد، يُذكر أنّ المبشرين أدخلوا الطب الحديث والجراحة واللقاحات ضد الجدري، وتدريس اللغات الأجنبية وكتابة القواميس اللغوية، ونشطت الكنائس المسيحية توفير القيادة في الحركة الديمقراطية التايلاندية، وإغاثة اللاجئين، وتحسين وضع المرأة والمعاقين والأطفال.
عندما وصل الرهبان الدومينيكان البرتغاليون الأوائل إلى أيوتثايا ثم عاصمة مملكة سيام، وتم توثيق التبادل بين المبشرين الكاثوليك والملكية التايلاندية في مجالات العلوم والفن وتقنيات الطباعة والهندسة المعمارية والطب والتعليم على نطاق واسع. كما تم إدخال الطب الغربي إلى المملكة من قبل المبشرين الأوروبيين الأوائل خلال القرن السابع عشر. وساهم الراهب توماسو فالغارنيرا، وهو مهندس معماري يسوعي، في بناء أيوتثايا ولوب بوري والقلاع الملكية في بانكوك. قام المبشرون الفرنسيون، الذين أرسلهم لويس السادس عشر، بتأسيس مركز علم الفلك الحديث تكريماً للنظام الملكي. وامتدت مثل هذه المبادرات المشتركة بين المبعوثين المسيحيين والنظام الملكي التايلاندي إلى أبعد من ذلك بكثير.

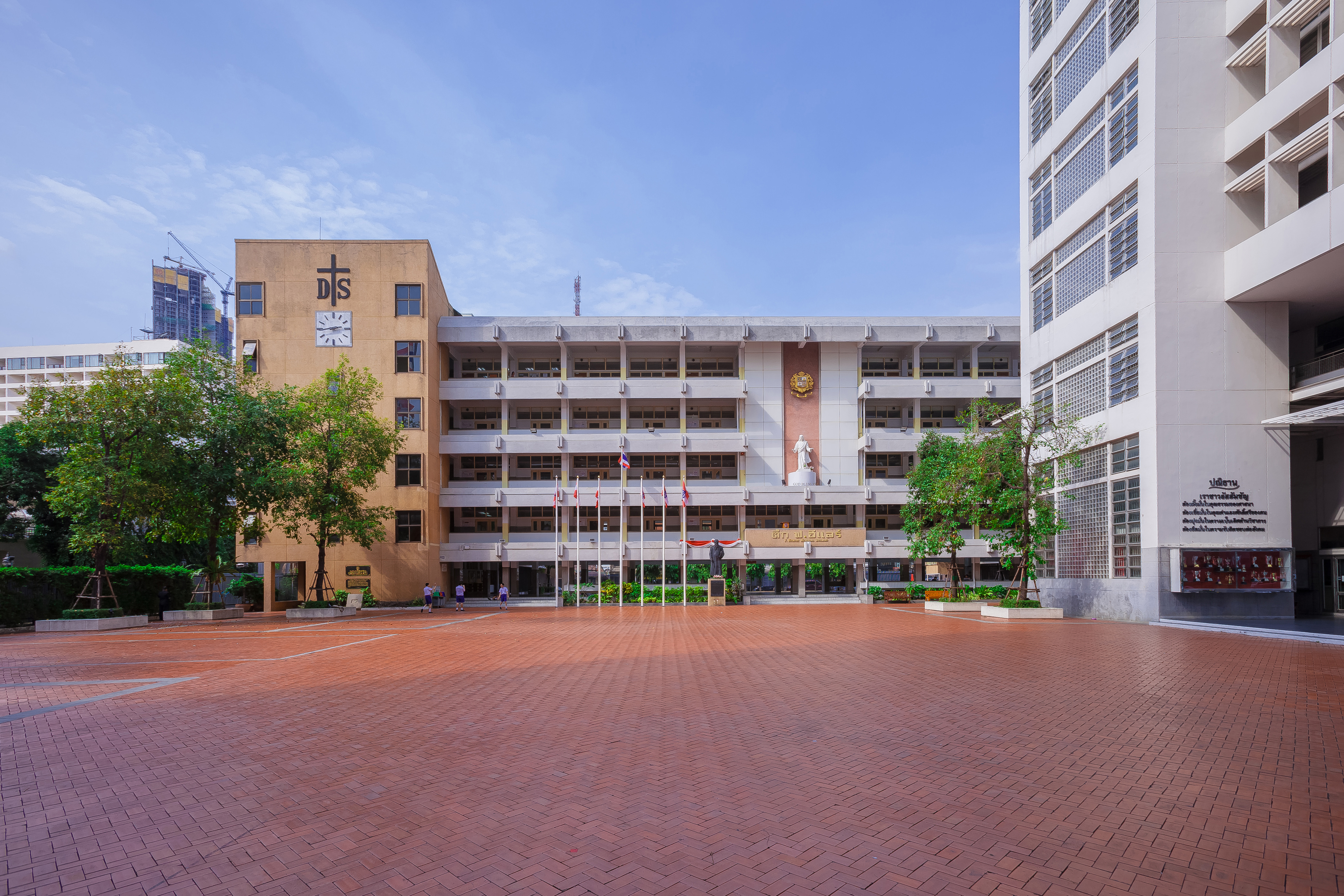
مدرسة الإنتقال الكاثوليكية: واحدة من أفضل مدارس البلاد.

منذ منتصف القرن السادس عشر، انفتحت تايلاند على نفوذ كاثوليكي فرنسي كبير حتى منتصف القرن السابع عشر عندماعادت البلاد إلى تعزيز أيديولوجيتها الثقافية الخاصة. لكن خلال الحقبة الاستعمارية نظر كل من الملك منغوكوت (راما الرابع) وشولالون كورن (راما الخامس) إلى التعليم الحديث كأداة أساسية لبناء الأمة تحت علمي «الحضارة» و«التايلندية». وأعتبروا المدارس التي كان يُديرها المبشرون المسيحيين كنموذج لتأسيس النظام المدرسي التايلاندي. ولكن بينما كانت معرفة المبشرين بالمواضيع العلمية وآداب السلوك الغربية ذات قيمة عالية، كان لا بد من تحييد ميولهم الطائفية حتى تتمكن جميع المدارس في البلاد من نقل القومية العرقية التايلاندية، بما في ذلك الترويج للغة التايلاندية والبوذية. لعبت المدارس المسيحية دوراً كبيراً في نشر التعليم بين النساء ورفع المستوى التعليمي لدى النساء، ونظرًا لأن البروتستانت نظروا إلى أهمية تعلم جميع الناس أساسيات القراءة والكتابة لقراءة ودراسة الكتاب المقدس، فقد شجع البروتستانت على نشر التعليم الرسمي للفتيات من خلال بناء شبكة واسعة من المدارس في المملكة. فرض القانونان التربويان لعام 1902 وعام 1918 اعتمادًا موحدًا لنفس المنهج المعتمد من الدولة في جميع المدارس. نتيجة لذلك، في المدارس الحكومية والمسيحية الخاصة على حد سواء، يتعلم تلاميذ المدارس أساسيات «التايلندية»: الأمة والبوذية والملكية. للمدارس الكاثوليكية مكانة في سوق التعليم الخاص ويقول منتقديها أنها تساعد في تشيكل التقسيم الطبقي الاجتماعي، حيث أن من بين خريجي المدارس الخاصة الكاثوليكية البارزين شخصيات مثل الملك بوميبول أدولياديج ورئيس الوزراء السابق تاكسين شيناواترا، إلى جانب أربعة رؤساء وزراء وخمسة عشر مستشارًا خاصًا وبعض أغنى مواطني تايلاند.
ساهم المبشرون الكاثوليك تاريخياً في توجيه الحداثة الغربية والعلم والتعليم إلى المملكة. لكن المسيحية بدورها تم تدجينها وتسخيرها لخدمة المشروع الإثنو قومي الاستيعابي للنظام الملكي. وأصبح «الانغماس في الثقافة» في المسيحية محركًا لعلم الكونيات الثقافية السائدة وأساليب الحياة الأرستقراطية في العديد من السياقات الآسيوية. وأدَّى هذا «الانغماس الثقافي» النخبوي للمسيحية بالمقابل إلى «البوذية الملكية» للكنيسة الكاثوليكية المحلية وتكوينها العلماني - ولكن المربح للغاية - مثل المدارس والمستشفيات. حيث يتم عرض الصور التي تصور الملك في جميع المباني الكاثوليكية (الكنائس والمستشفيات والمدارس والجامعات) إلى جانب الرموز المسيحية التقليدية.

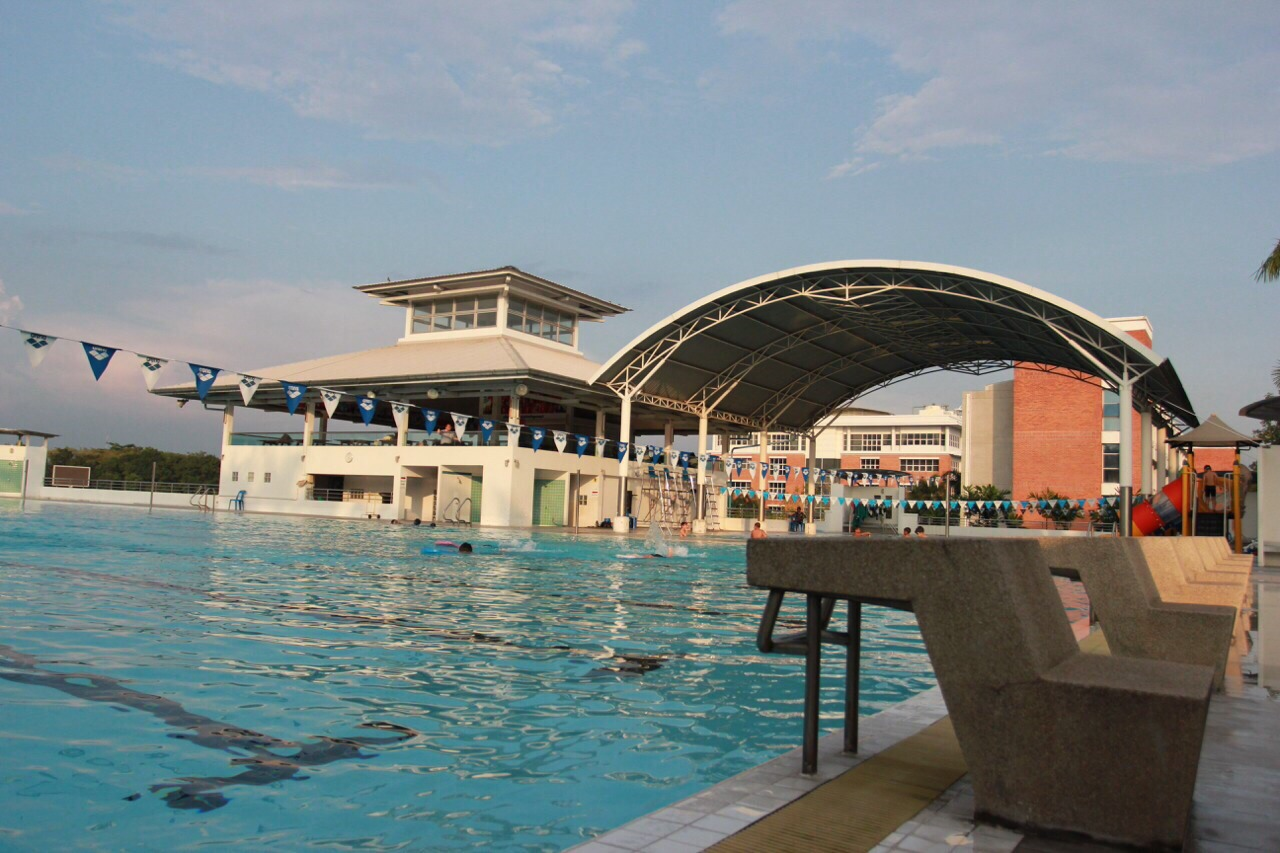
بركة في مدرسة الإنتقال في بانكوك
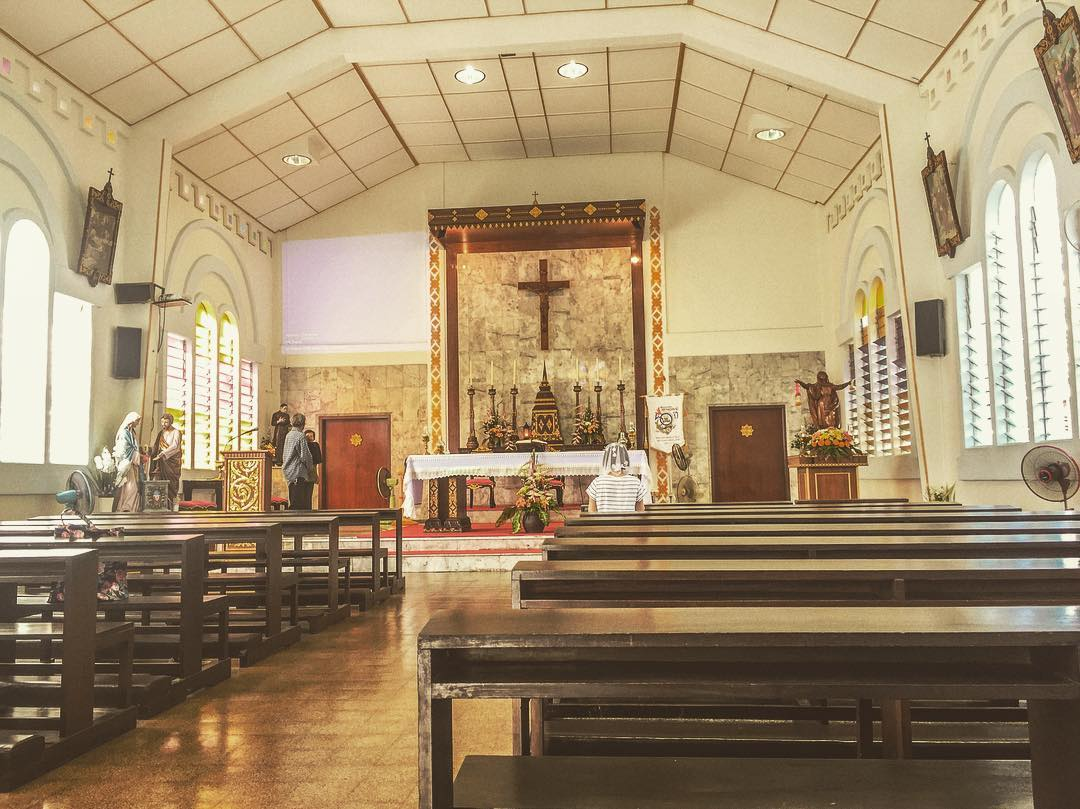
كنيسة الإنتقال في مدينة بوكيت
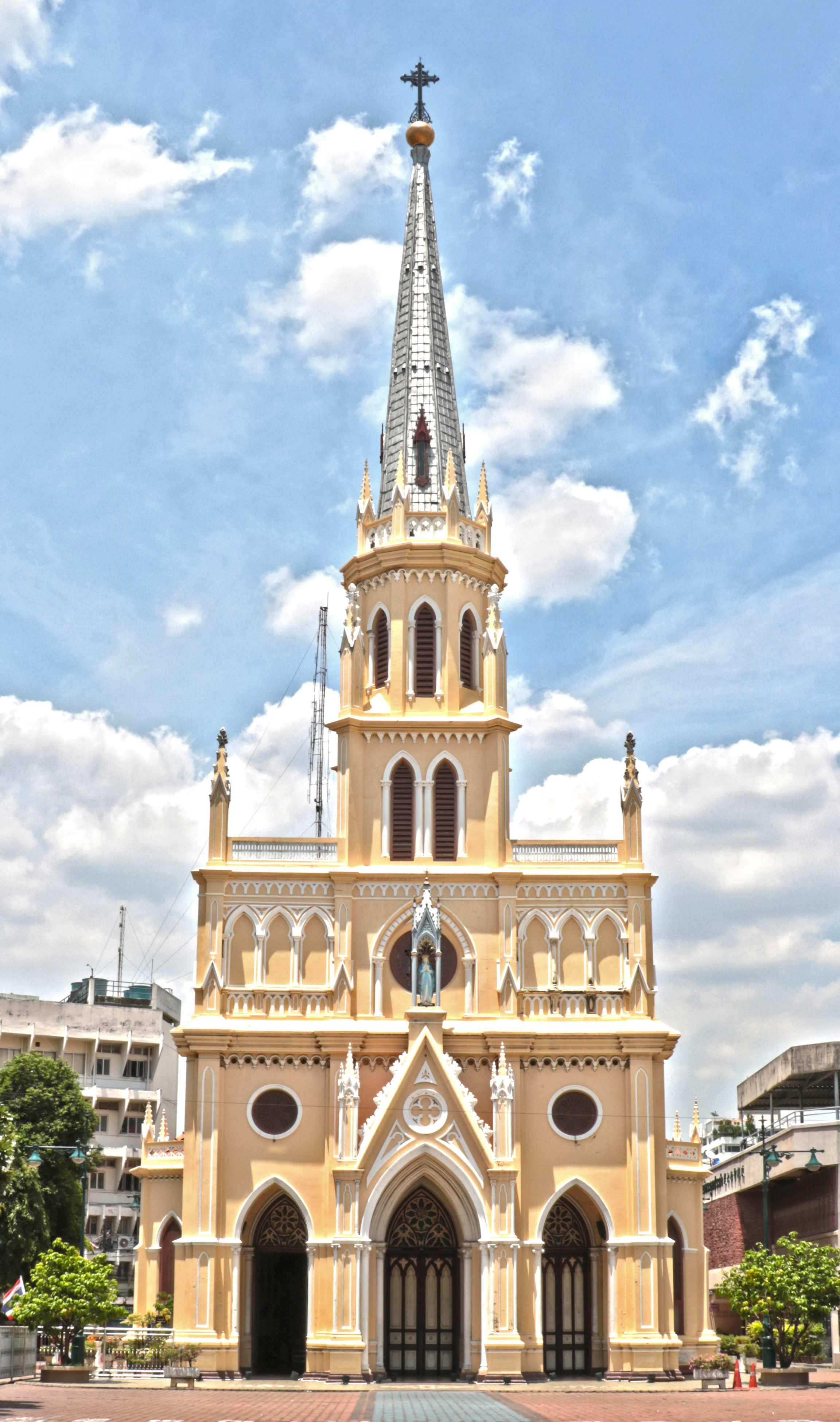
كنيسة المسبحة الوردية في بانكوك
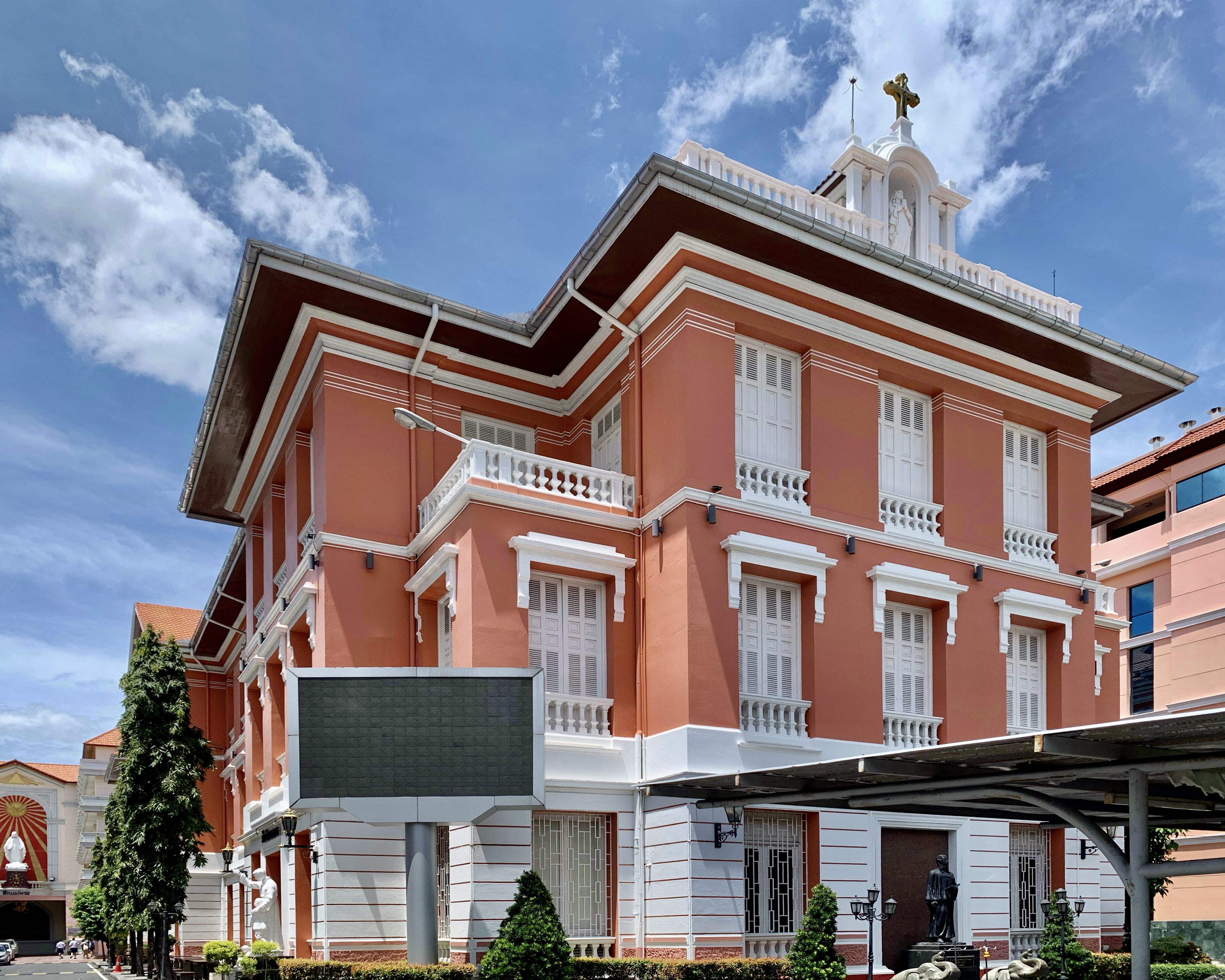
كلية القديس جبرائيل في بانكوك
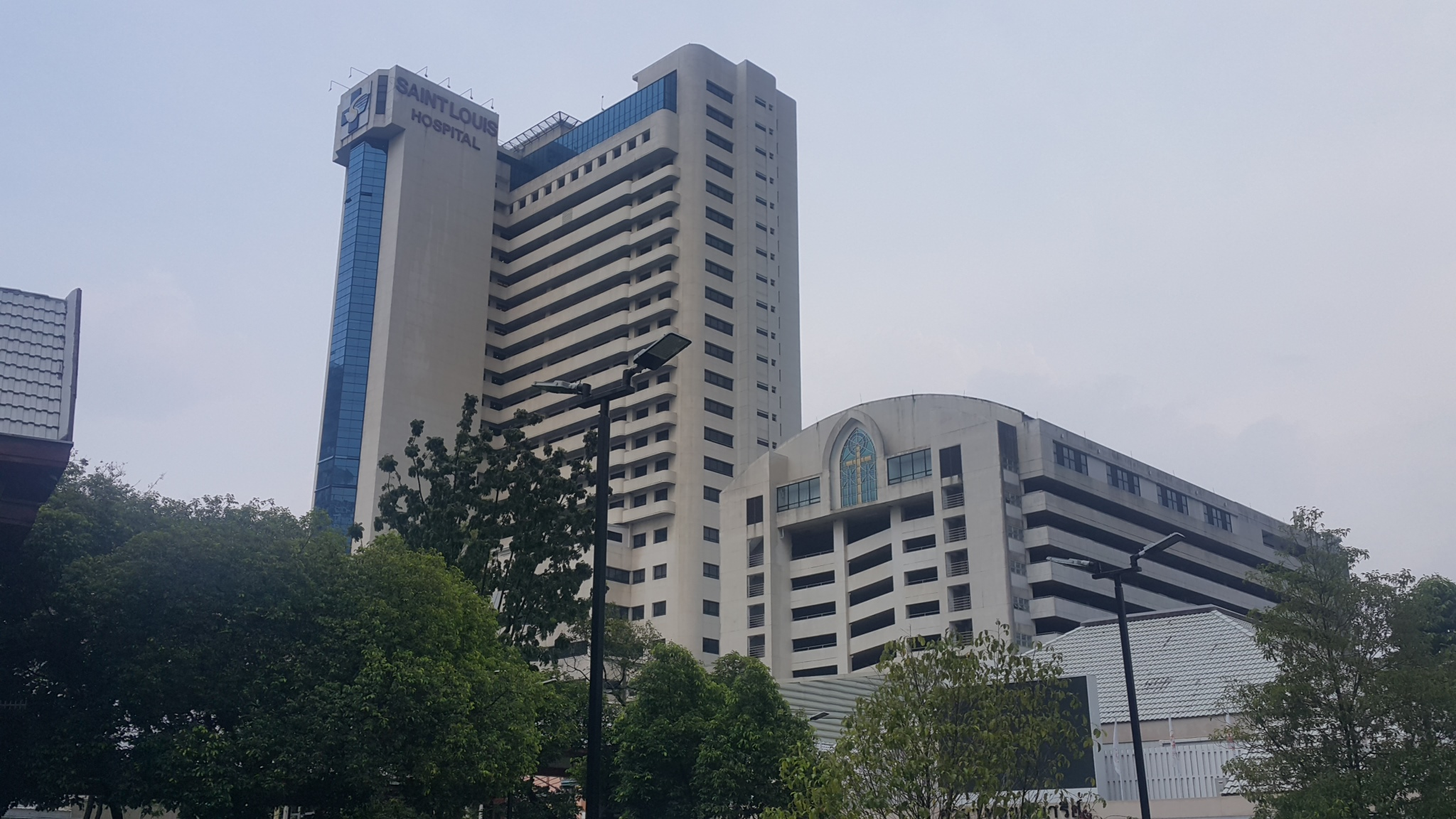
مستشفى سانت لويس في بانكوك

## العلاقة مع الأديان الأخرى

### العلاقة مع البوذيين

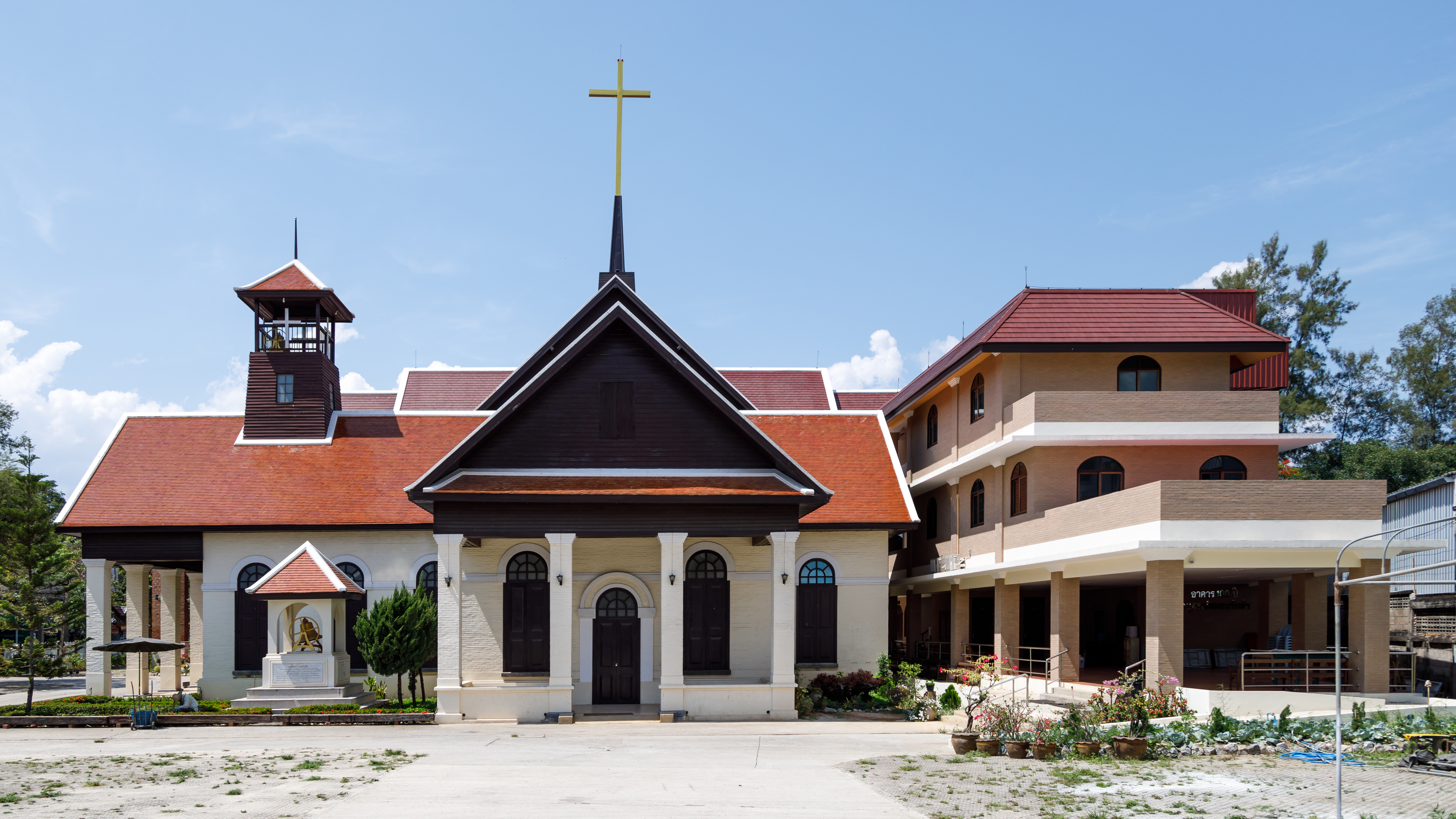
كنيسة في قرية لشعب الأكها؛ والتي شهدت تحول للمسيحية منذ القرن التاسع عشر.

تايلاند لديها أعلي معدلات لانتشار البوذية في العالم وتعدّ مدرسة ثيرافادا هي المدرسة المنتشرة في البلاد. وتنتشر العمارة البوذية والمعابد البوذية في تايلاند وكذلك في كمبوديا ولاوس التي تتقاسم التراث الثقافي والتاريخي البوذي في المنطقة. ويرجع تاريخ الديانة البوذي في تايلاند أي مملكة السكوتاي في القرن الثالث عشر الميلادي حيث كان الدين الرسمي للدولة. وعلي مدار التاريخ تأثرت الديانة البوذية في عدة عوامل منها هو سيطرة المدرسة ثيرافادا المستوردة من سريلانكا واختلاطها بالبوذية الهندوسية القادمة من كمبوديا حاليًا في النظام الدستوري الملكي في تايلاند ربطت الدولة لحماية البوذية متمثلة بالملك الذي يمنح الرهبان مزايا خاصة من قبل الحكومة والتي عملت لإنشاء هيئة تشرف علي المعابد البوذية، إثر انقلاب عام 2007 صدرت دعوات من قبل بعض التايلانديين لوضع البوذية كدين الدولة وقد رفض هذا الاقتراح من قبل اللجنة المكلفة في صياغة الدستور الجديد. يُشكل المجتمع المسيحي التايلاندي ككل، سوى أقلية صغيرة من سكان البلاد. في الحياة اليومية، لا توجد علاقة لمعظم البوذيين التايلانديين بالمسيحية؛ وتُهيمن البوذية على المشهد الديني والمجال الاجتماعي. عدد قليل وصل المسيحيون إلى مناصب عامة عالية على الرغم من ريادة الكنيسة في مجال التعليم والصحة. منذ عقد 1970، أظهر عدد قليل من اللاهوتيين المسيحيين التايلانديين اهتمامًا متزايدًا بالحوار الديني مع البوذية، على الرغم من أنهم غالبًا ما يركزون على الخدمة الاجتماعية في هذا الحوار.
على الرغم من مرور ما يقرب من مائتي عام من الوجود المسيحي البروتستانتي في تايلاند، لا يزال يُنظر إلى الإيمان المسيحي على أنها ديانة أجنبية. وأن تكون تايلنديًا يعني أن تكون بوذيًا، وأولئك الذين يتحولون إلى المسيحية يُنظر إليهم على أنهم تركوا طريق الأجداد واعتنقوا طرقًا أجنبية. في حين أن العنف ضد المتحولين من البوذية إلى المسيحية نادر الحدوث، إلا أن هناك ضغوطًا اجتماعية شديدة على بعض أولئك الذين يعتنقون الإيمان المسيحي للعودة إلى البوذية.

### العلاقة مع المسلمين
العلاقة بين المسيحيين والمسلمين في تايلاند عموماً علاقة ودية، يتركز التواجد المسلم في البلاد المناطق الجنوبية من البلاد وهي مناطق تضم على عدد صغير نسبياً من المسيحيين. بحسب مسح لمركز بيو للأبحاث نُشر عام 2013 يقول 9% من المسلمين التايلنديين إن جميع المسلمين في بلدهم، أو الكثير منهم، معادون للمسيحيين، وفقاً لمسح أجراه مركز بيو للأبحاث حول مسلمي العالم. ونحو 12% من تم استطلاع آرائهم من المسلمين في تايلاند يقولون إن كل أو معظم أو كثير من المسيحيين معادون للمسلمين. وبحسب مركز بيو للأبحاث حوالي 15% من المسلمين التايلنديين يقولون إنهم يعرفون بعضًا أو كثيرًا عن المعتقدات المسيحية، ويقول حوالي 60% من المسلمين التايلنديين أنَّ المسيحية تختلف كثيراً عن الإسلام، بالمقارنة مع 37% منهم يقولون أنَّ للمسيحية الكثير من القواسم المشتركة مع الإسلام. ويقول حوالي 15% من المسلمين التايلنديين أنهم سيكونون مرتاحين بحالة زواج ابنتهم من مسيحي، بالمقارنة مع 20% بحالة زواج ابنهم من مسيحيَّة. وقال 56% المسلمين التايلنديين أنهم يشاركون في اجتماعات دينيَّة منظمة مع المسيحيين.

## معرض الصور

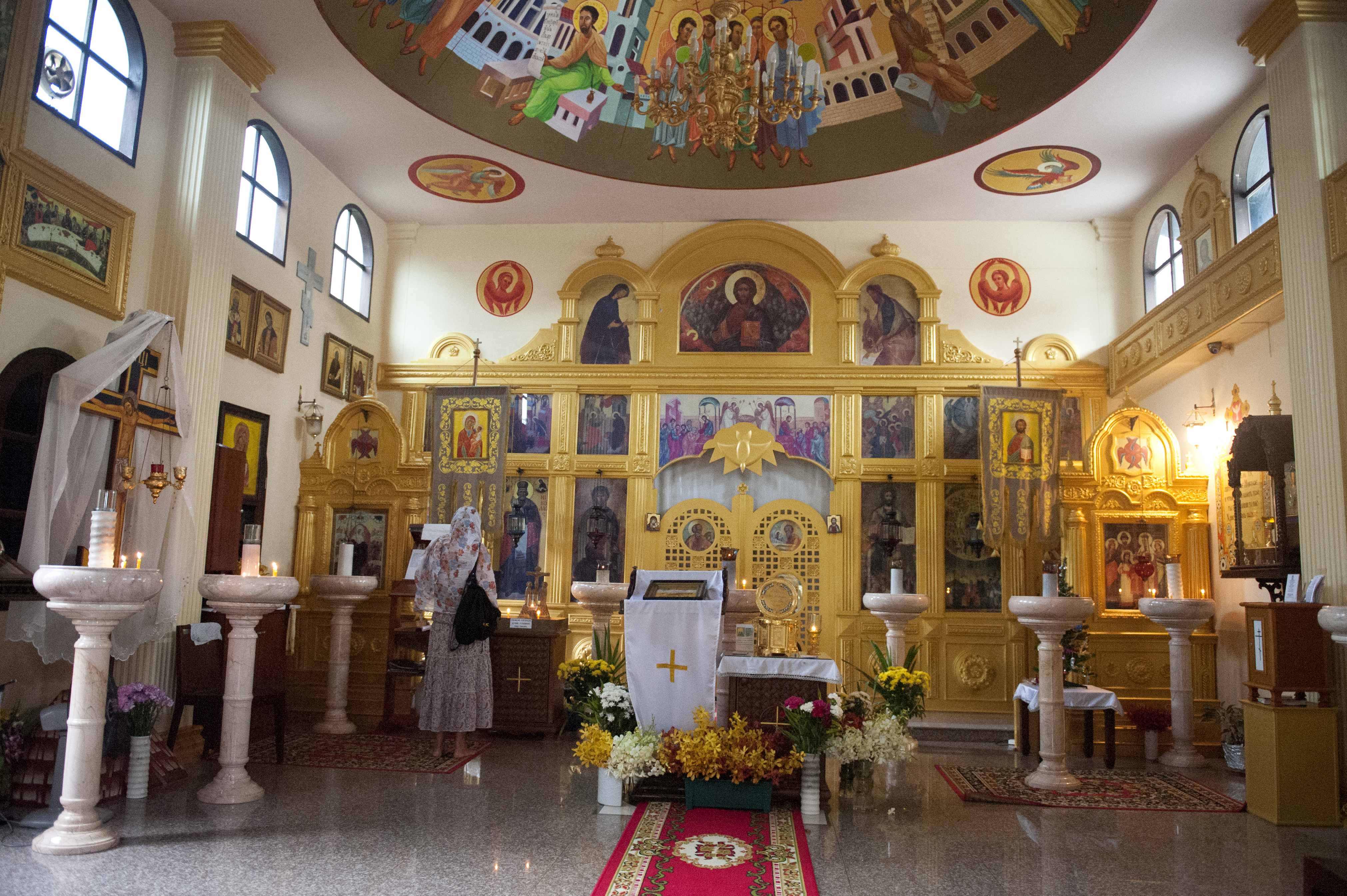
داخل كنيسة جميع القديسين الروسية الأرثوذكسية في باتايا
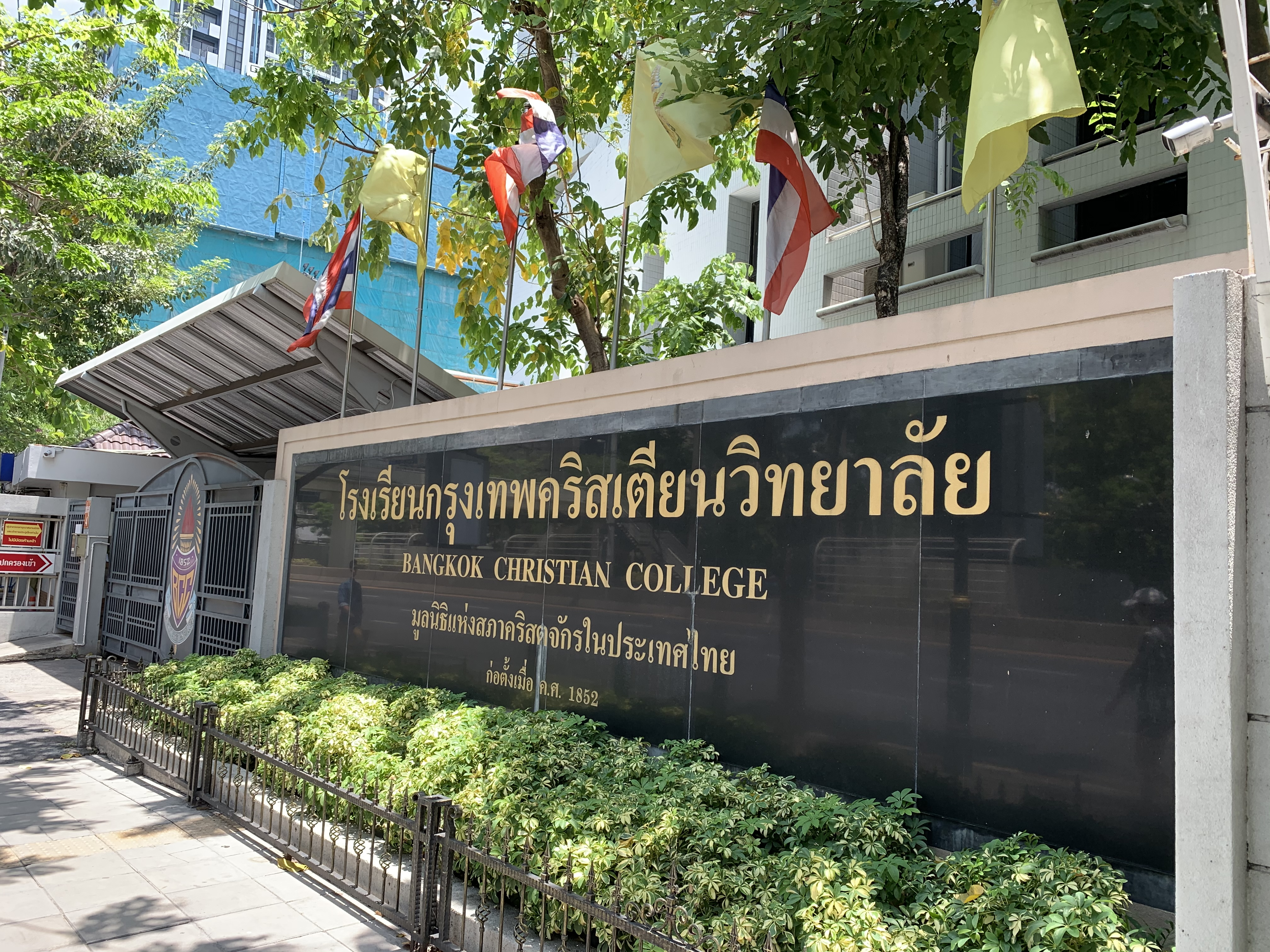
مدخل الكلية المسيحية في بانكوك
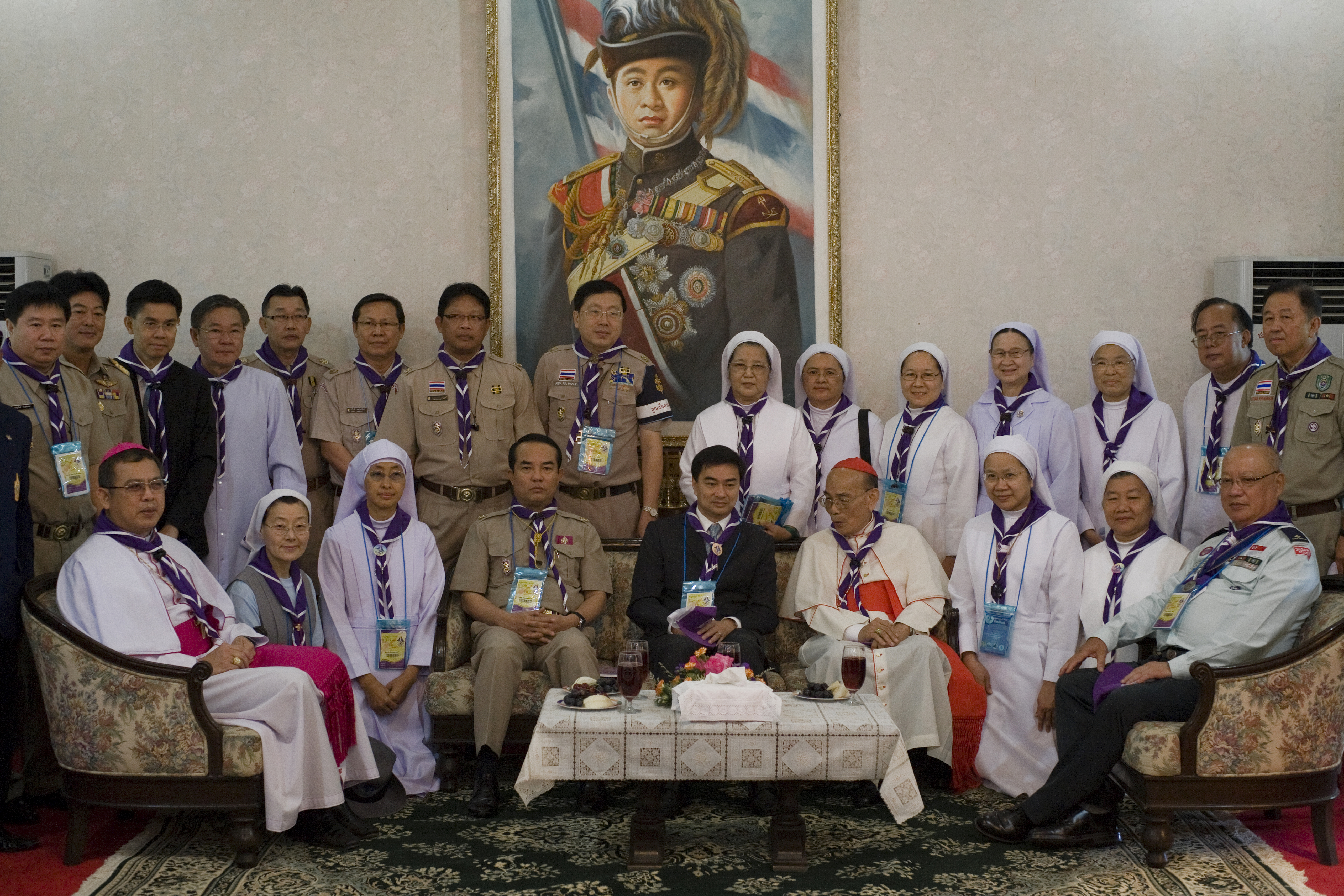
جمعية الكشافة والمرشدات التايلندية الكاثوليكية
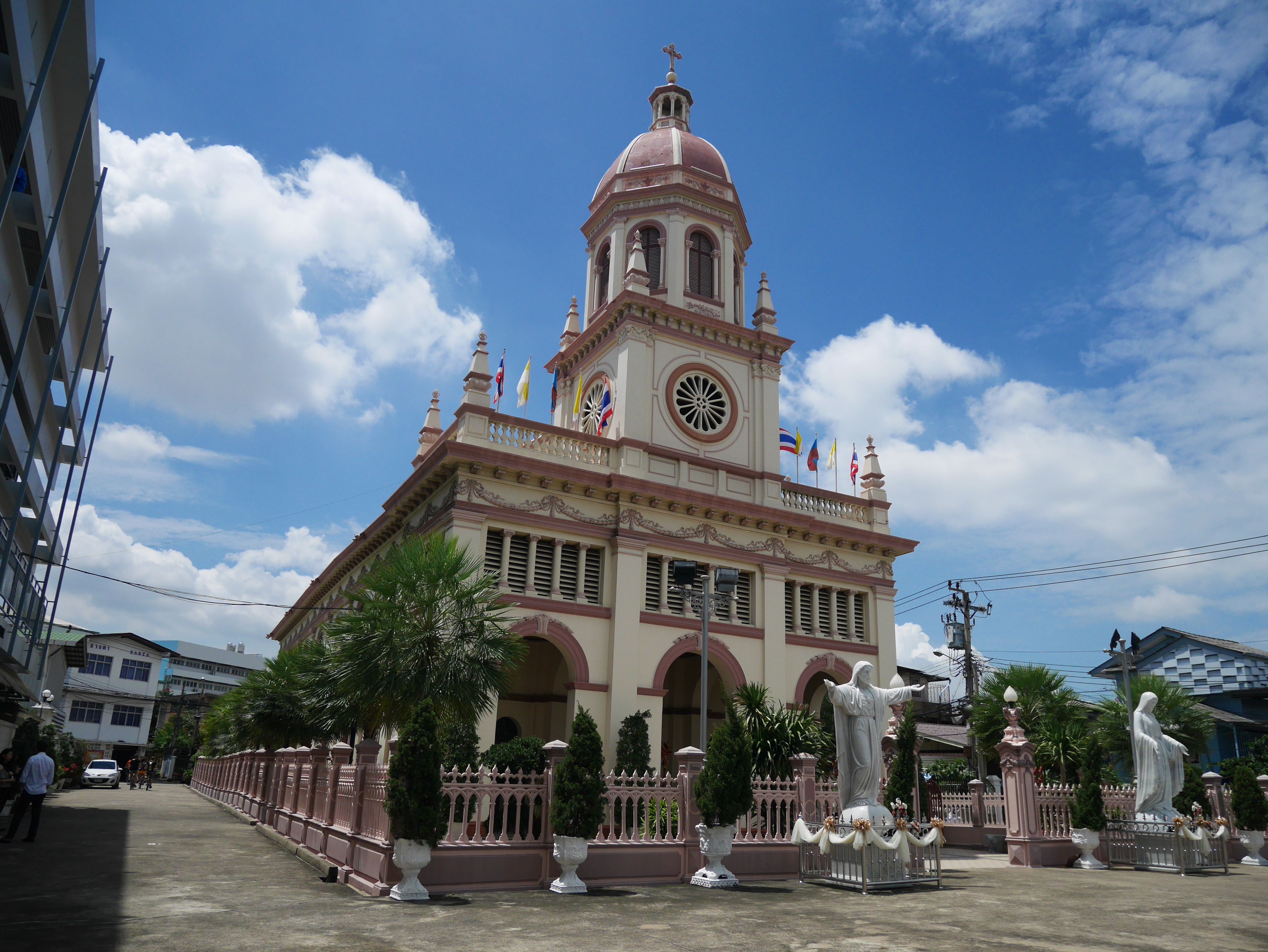
كنيسة سانتا كروز في بانكوك
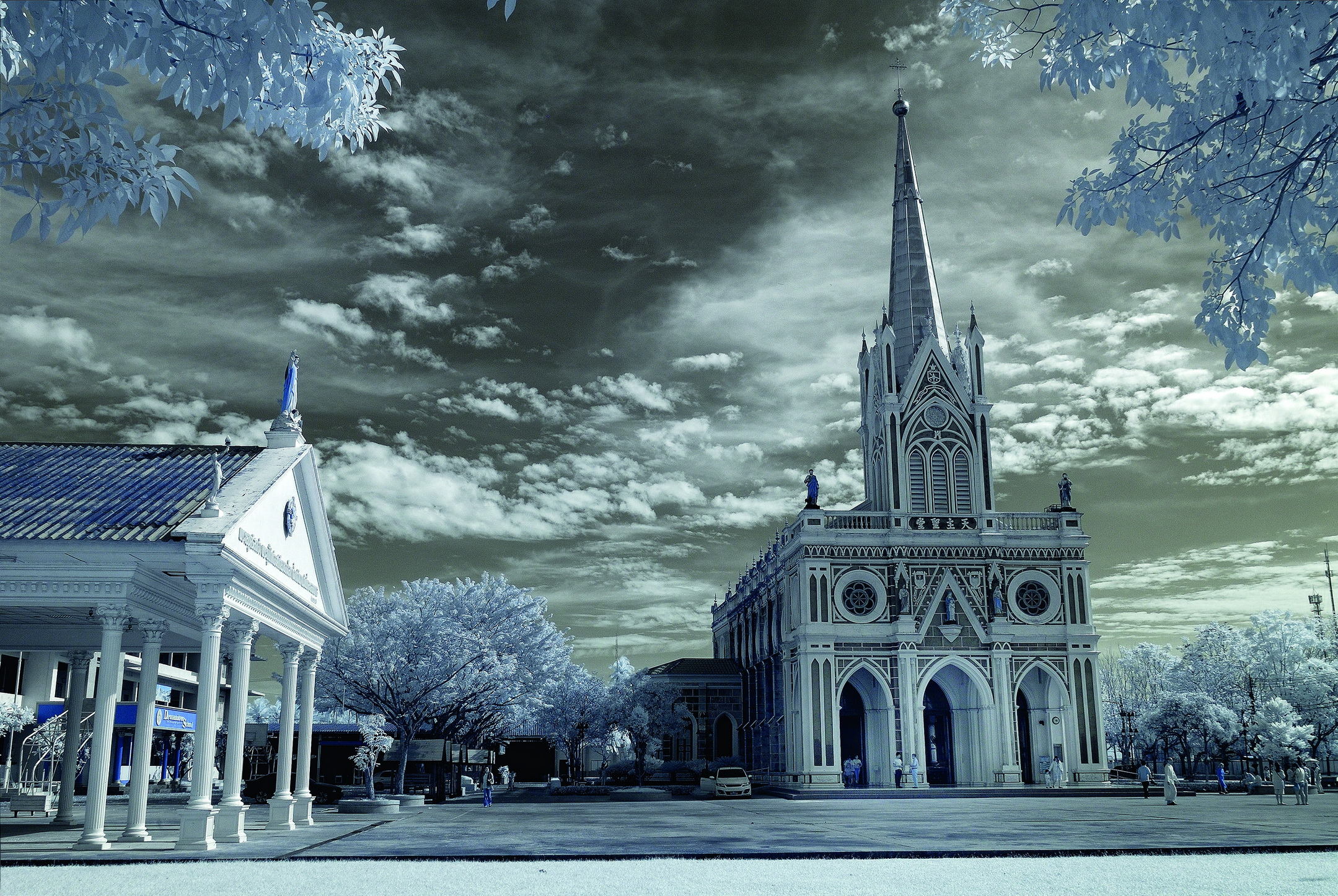
كنيسة ميلاد السيدة في منطقة بانج خونثي